# Historia Gruzji

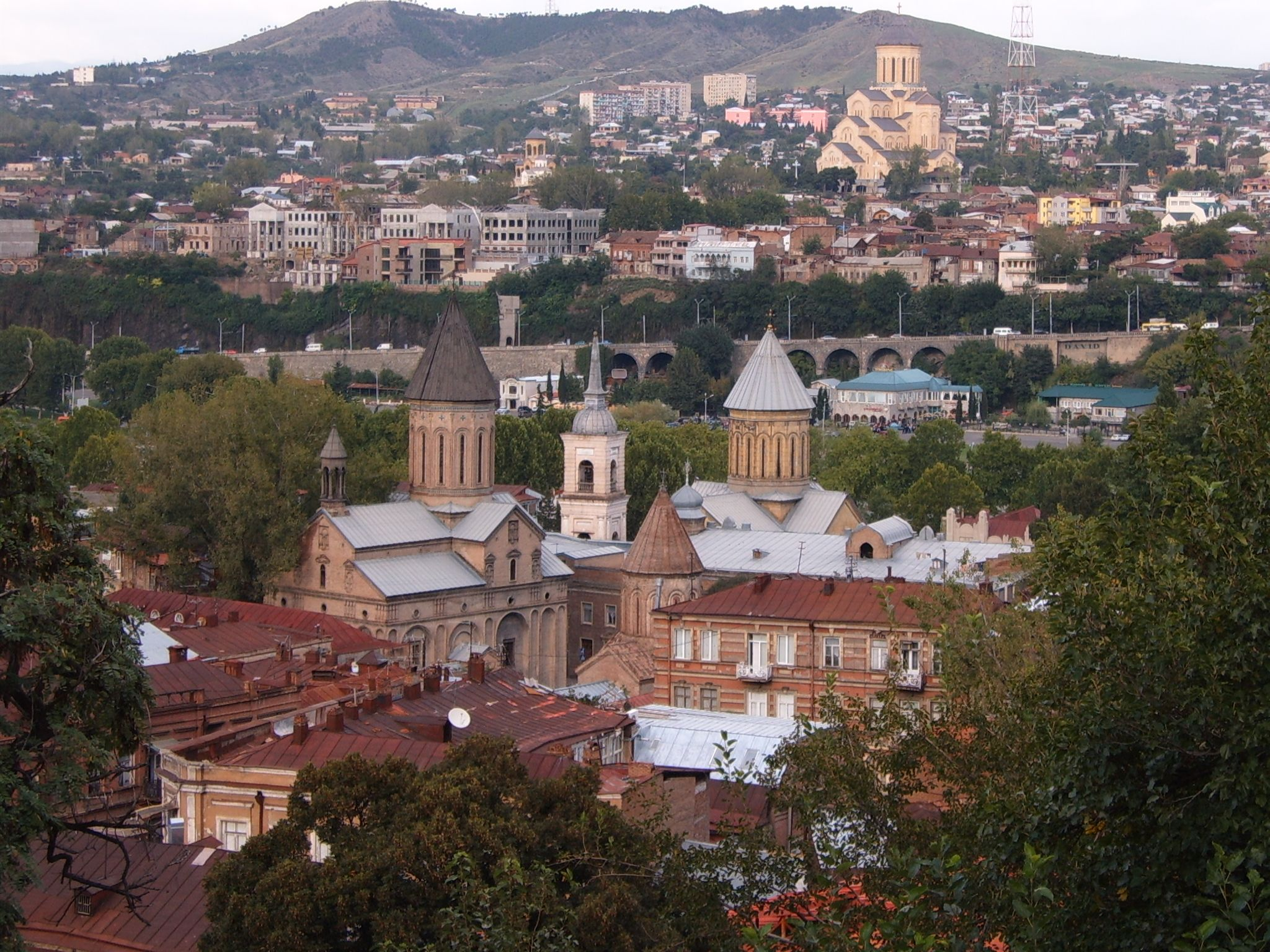
Panorama stolicy Gruzji – Tbilisi

Historia Gruzji

## Pochodzenie nazwy kraju
Używana w większości języków nazwa Gruzji pochodzi prawdopodobnie z praindoeuropejskiego określenia gór lub perskiego słowa gorg (گرگ) – „wilk”. Nazwa ta w wielu językach została dodatkowo nieco przekształcona pod wpływem greckiego georg (γεωργ) – „rolnictwo”; przekształcenie to związane jest też z osobą Świętego Jerzego – patrona kraju, którego imię nawiązuje do tak brzmiącej nazwy państwa (gr. Geôrgios, gruz. Giorgi, ros. Gieorgij).
Gruzini określają swój kraj mianem Sakartwelo (საქართველო), co pochodzi od nazwy własnej Gruzinów w swym ojczystym języku – Kartwelebi (ქართველები), co z kolei ma jakoby wywodzić się od przodka całego narodu – władcy Kartlosa – syna biblijnego Togarmy, wnuka Gomera, prawnuka Jafeta, a praprawnuka Noego.

## Prehistoria

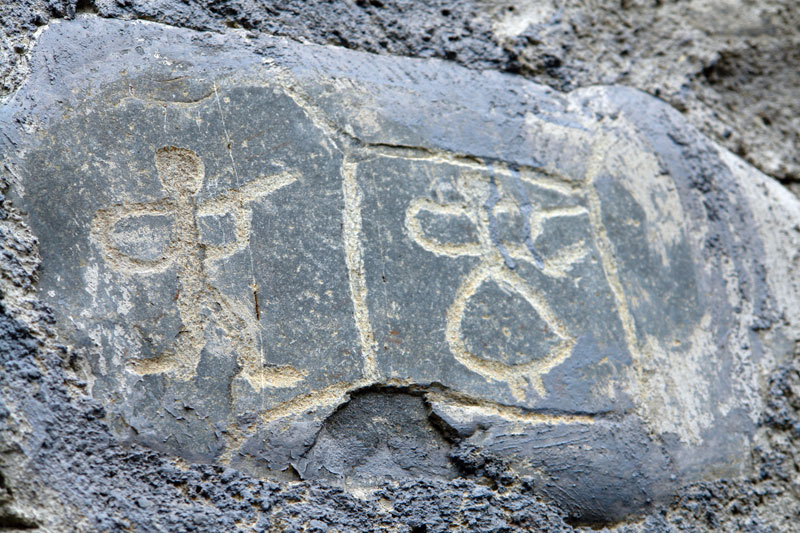
Starożytne inskrypcje odnalezione na terenie Gruzji

Najstarsze ślady ludzkiej obecności na terenie Gruzji pochodzą z wczesnej epoki kamiennej (paleolitu) i liczą ok. 1,8 mln lat, przy czym nie był to Homo sapiens, który powstał najwcześniej 300 tys. lat temu. W późnym neolicie i we wczesnym eneolicie (epoce miedzi) – 6.000–4.500 r. p.n.e. we wschodniej Gruzji istniały już stałe osady, których ludność trudniąca się rolnictwem, osiągnęła w tej dziedzinie relatywnie wysoki poziom technologiczny.

## Epoki brązu i żelaza
W epoce brązu kultura kuro-arakska.

## Starożytność
W okresie starożytnym na terenie obejmującym obszary dzisiejszej Gruzji istniało kilka organizmów państwowych. Najwcześniej na kartach historii pojawiła się Diaocha, a następnie – Kolchida i Iberia.

### Diaocha
Pierwsze wzmianki o organizmach państwowych na terytorium dzisiejszej Gruzji pochodzą ze źródeł urartyjskich z XII wieku p.n.e., kiedy to na terenach północno-wschodniej Anatolii (i części ziem Gruzji) istniało państwo Diaocha, które prowadziło wojny z Urartu i ostatecznie zostało przez nie podbite. Część badaczy sądzi, iż Diaocha nie było państwem, lecz związkiem plemion ludów protokartwelskich.

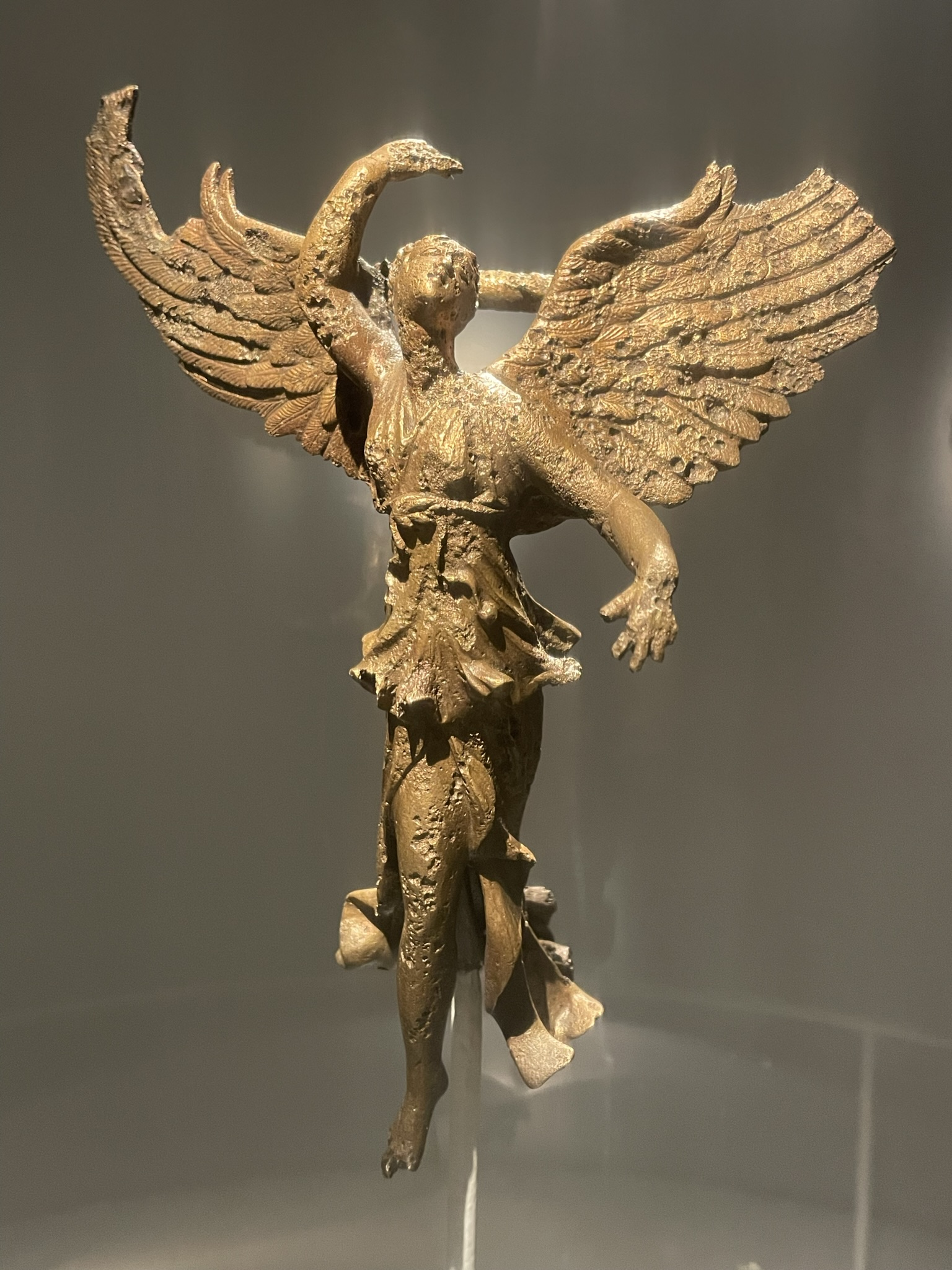
Znaleziona na terenach Gruzji figurka greckiej bogini zwycięstwa – Nike

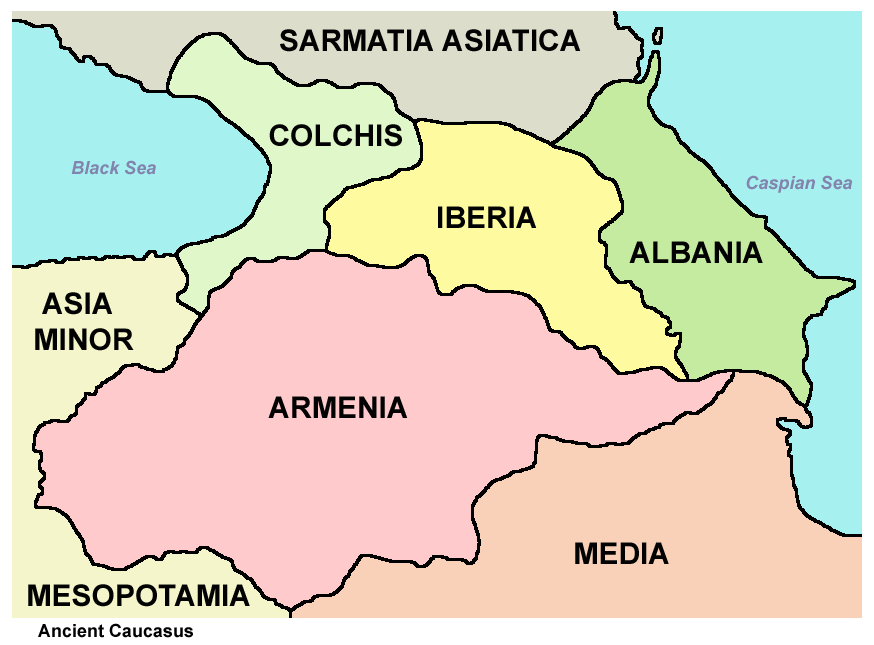

Z uwagi na niewielką liczbę źródeł starożytnych, dotyczących tego państwa, trudno prześledzić jego historię, która jest znana tylko fragmentarycznie. Wiadomo m.in., iż w 1112 r. p.n.e. władca Diaochy Sijen został wzięty do niewoli przez asyryjskiego króla – Tiglat-Pilesera I. W 845 r. p.n.e. Asyria pod władzą Salmanasara III ostatecznie podbiła Diaochę i kraj ten stał się jej lennikiem. W bliżej nieznanych okolicznościach Diaocha odzyskała niezależność, gdyż wiadomo, iż IX i VIII w. p.n.e. Diaocha prowadziła długotrwałe wojny z Urartu, które osłabiły kraj. Ostatnie wzmianki o tym państwie pochodzą z lat 60. VIII w. p.n.e. Najprawdopodobniej wówczas lub wkrótce potem osłabiony kraj został podbity przez Kolchidę.
Władca Asyrii – Sargon II w 772 r. p.n.e., który dla ograniczenia możliwości buntów i powstań podbitych ludów, stosował politykę masowych przesiedleń całych grup ludności w obrębie swego państwa, osiedlił w nizinnych częściach dzisiejszej Gruzji wielu Żydów z zajętej przez siebie Palestyny.

### Kolchida i Iberia (Kartlia)
W połowie I tysiąclecia p.n.e. na terenie Gruzji powstały dwa państwa: Kolchida i Iberia. Utrzymywały one stosunki handlowe z sąsiadami, a także państwami greckimi, skąd przybyło wielu osadników. Ludność obu państw stanowili przodkowie Gruzinów – plemiona kartwelskie; w miastach zaś, zwłaszcza na wybrzeżu, istniały liczne kolonie greckie i faktorie handlowe, które zaczęły powstawać już ok. 1000 roku p.n.e. Największymi z nich były Fasis (obecnie Poti), Cziczwnari (Kobuleti), Gienos (Oczamczira), Dioskuria (Suchumi), Pitnunt (Picunda) i in.

#### Kolchida
Pierwszym niewątpliwie gruzińskim państwem była Kolchida, leżąca na czarnomorskim wybrzeżu Gruzji. Państwo to powstało połowie I tysiąclecia p.n.e., zaś najstarsze wzmianki o nim pochodzą od greckich autorów – Pindara i Ajschylosa; pojawia się ono także w micie o złotym runie.
W końcu V w. p.n.e. terytorium państwa kolchidzkiego zostało ograniczone do obszarów doliny rzeki Rioni. Jego stolicą było miasto Uplisciche.

#### Iberia
Na |wschodzie dzisiejszej Gruzji w IV wieku p.n.e. liczne wojny plemienne doprowadziły do powstania państwa określanego mianem Iberii (kaukaskiej); w historiografii gruzińskiej funkcjonuje określenie Kartlia. Według tradycji, kraj ten powstał ok. 300 r. p.n.e., zjednoczony przez króla Farnawaza, założyciela dynastii Farnawazów (który według jednej z legend był też twórcą alfabetu gruzińskiego); stolicą tego państwa była Mccheta.

#### Okres do podboju rzymskiego
Między 653 r. p.n.e. a 333 r. p.n.e. tereny dzisiejszej Gruzji były często obiektem najazdów i podbojów, najpierw ze strony Medów, potem Persji, a następnie wojsk Aleksandra Macedońskiego. Jakkolwiek ani Kolchida, ani Iberia nie weszły w skład państwa Aleksandra, ani też powstałych na jego gruzach państw hellenistycznych, to wpływ kultury greckiej na oba te kraje był bardzo duży; w miastach Kolchidy mówiono głównie po grecku. W Iberii język grecki nie był tak rozprzestrzeniony; część populacji mówiła natomiast w języku ormiańskim.
Przez cały II wiek p.n.e. Kolchida i Iberia znajdowały się w sferze oddziaływań 3 ówczesnych lokalnych potęg: republiki rzymskiej, Wielkiej Armenii i królestwa pontyjskiego. W 189 r. p.n.e. Armenia podbiła większość obszaru Iberii, zaś w latach 120–65 p.n.e. sojusznik Armenii – władca Pontu Mitrydates Eupator całą Kolchidę włączył w skład swego państwa (obejmującego wówczas już całą Azję Mniejszą i wschodnie wybrzeża Morza Czarnego).

### Podbój rzymski
W 65 r. p.n.e. wojska rzymskie pod wodzą Pompejusza Wielkiego, walcząc z Pontem i Armenią wtargnęły na tereny należącej do Pontu Iberii, lecz nie mogąc dokonać całkowitego ich podboju, wycofały się.
Mimo to Iberia znalazła się pod politycznym wpływem Rzymu, który np. w 36 r. p.n.e. wymógł na Farnawazie II przyłączenie się do kampanii przeciwko Albanii Kaukaskiej.
Do 65 r. p.n.e. w wyniku wojny z Rzymem i Partią Armenia utraciła większość swego terytorium, a państwo pontyjskie przestało istnieć, włączone w skład państwa rzymskiego. Wchodząca dotąd w skład Pontu Kolchida stała się prowincją Lazyka (Egrisi), zarządzaną przez rzymskiego legata.
Niedługo potem tereny Gruzji stały się centrum walki pomiędzy Rzymem a Persją o władzę nad obszarami Bliskiego Wschodu.

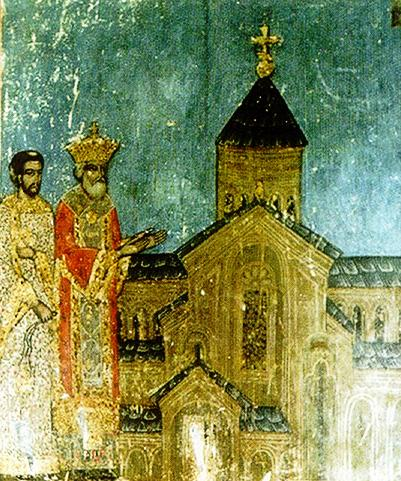
Władca Iberii Mirian III (fresk w katedrze w Mcchecie)

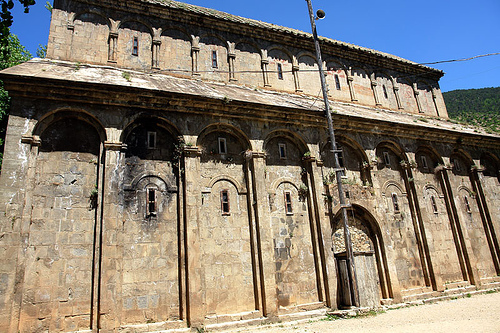

Bagrat III, fresk w monastyrze Gelati

Jedynie w krótkim okresie w II wieku n.e., za rządów Farasmenesa II Iberia uzyskała pełną niezależność i wzmocniła się na tyle, że mogła odzyskać na osłabionej Armenii część utraconych niegdyś ziem. W III wieku Rzym ostatecznie zrezygnował z prób opanowania Albanii i Armenii, które znalazły się pod wpływem Persji. Lazyka (gruz. Egrisi) (obecnie częściowo turecki Lazystan, a częściowo gruzińska Adżaria), uzyskała względną niezależność; pod koniec III stulecia na jej terenie powstało Królestwo Lazyckie, które istniało ponad 250 lat, tj. do czasu podboju bizantyjskiego w 562 r.

### Przyjęcie chrześcijaństwa
Do czasu przyjęcia chrześcijaństwa zamieszkujące Gruzję ludy wyznawały mitraizm i zoroastryzm. Chrześcijaństwo stało się religią państwową Iberii (Kartlii) za panowania Miriana III. Według tradycji, główną rolę w tej decyzji króla odegrała święta Nino. Dokładna data tego wydarzenia nie jest znana, najczęściej przyjmuje się rok 327 (niekiedy pada też data 317, 324, 337).

### Schyłek starożytności
Przez większą część IV I V wieku Iberia znajdowała się we władzy Persji i była zarządzana przez mianowanych przez szacha namiestników. Pod koniec V wieku Wachtang Gorgasali wzniecił powstanie, które wyzwoliło kraj; w okresie następnym władca ten przeprowadził kilka wojennych kampanii przeciw Persji i Bizancjum. Okres niepodległości nie trwał jednak długo – po śmierci syna Wachtanga – Dagi w 514 r. Iberia ponownie popadła w zależność od Persji. Tym razem jednak miała pewną autonomię – lokalni możni współdecydowali w wyborze namiestnika.
W VI wieku stolicą Iberii stało się Tbilisi.

## Średniowiecze

### Podbój arabski
Do końca VII wieku całe Zakaukazie zostało podbite przez arabski kalifat. We wschodniej części Gruzji powstał emirat tbiliski, podległy władcom w Bagdadzie.

### Zjednoczenie Gruzji

Herb Bagratydów

W wyniku osłabienia kalifatu w IX wieku z południowo-zachodniej Gruzji udało się wyprzeć Arabów, dzięki czemu mogło powstać nowe państwo, na czele którego stanął Aszot I z dynastii Bagratydów. Państwo to objęło księstwa Tajk (Tao) i Klardżeti (stąd znane było jako Tao-Klardżeti) oraz pewną liczbę mniejszych posiadłości feudalnych, jakie istniały w tej części Gruzji. Formalnie kraj znajdował się w zależności lennej od Bizancjum (jako Kuropalatynat Iberii), niemniej jednak w rzeczywistości władza zwierzchnia cesarzy miała czysto formalny charakter. Stolicą była Ardanuç (obecnie na terenie Turcji).
Na przełomie IX i X wieku Arabowie zostali ostatecznie wyparci z całego Zakaukazia; wkrótce też i Bizancjum musiało zrezygnować z próby panowania na tym obszarze. Na terenie dzisiejszej Gruzji powstało kilka kolejnych państw feudalnych. Prócz Tao-Klardżeti były to Abchazja (Królestwo Abchazji) (na zachodzie), Iberia (Kartlia) (w centrum) oraz Kachetia i Heretia (na wschodzie). Między nimi toczyły się częste wojny, które zakończyły się na początku X wieku. Wówczas bowiem władca Tao-Klardżeti Dawid III Kuropalati podbił Kartlię, a w 1001 r. Bagrat III z dynastii Bagratydów, zostając władcą Abchazji odziedziczył tron Tao-Klardżeti po śmierci króla Dawida. W latach 1008–1010 Bagrat podbił Kachetię i Heretię, stając się tym samym pierwszym królem zjednoczonej Gruzji.

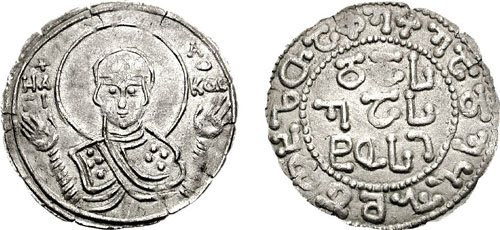
Monety Bagrata IV

Od 2. połowy XI wieku Gruzja stała się obiektem najazdów Turków seldżuckich. W 1071 r. w wielkiej bitwie pod Manzikertem (1071) Turcy pokonali połączone siły bizantyjsko-ormiańsko-gruzińskie i w wyniku tego do 1081 r. większa część Gruzji została podbita przez Seldżuków. W skład państwa gruzińskiego (ze stolicą w Kutaisi) wchodziła już tylko Abchazja, Swanetia, Racza, Chewi i Chewsuretia.

### Dawid Budowniczy i odbudowa pozycji państwa

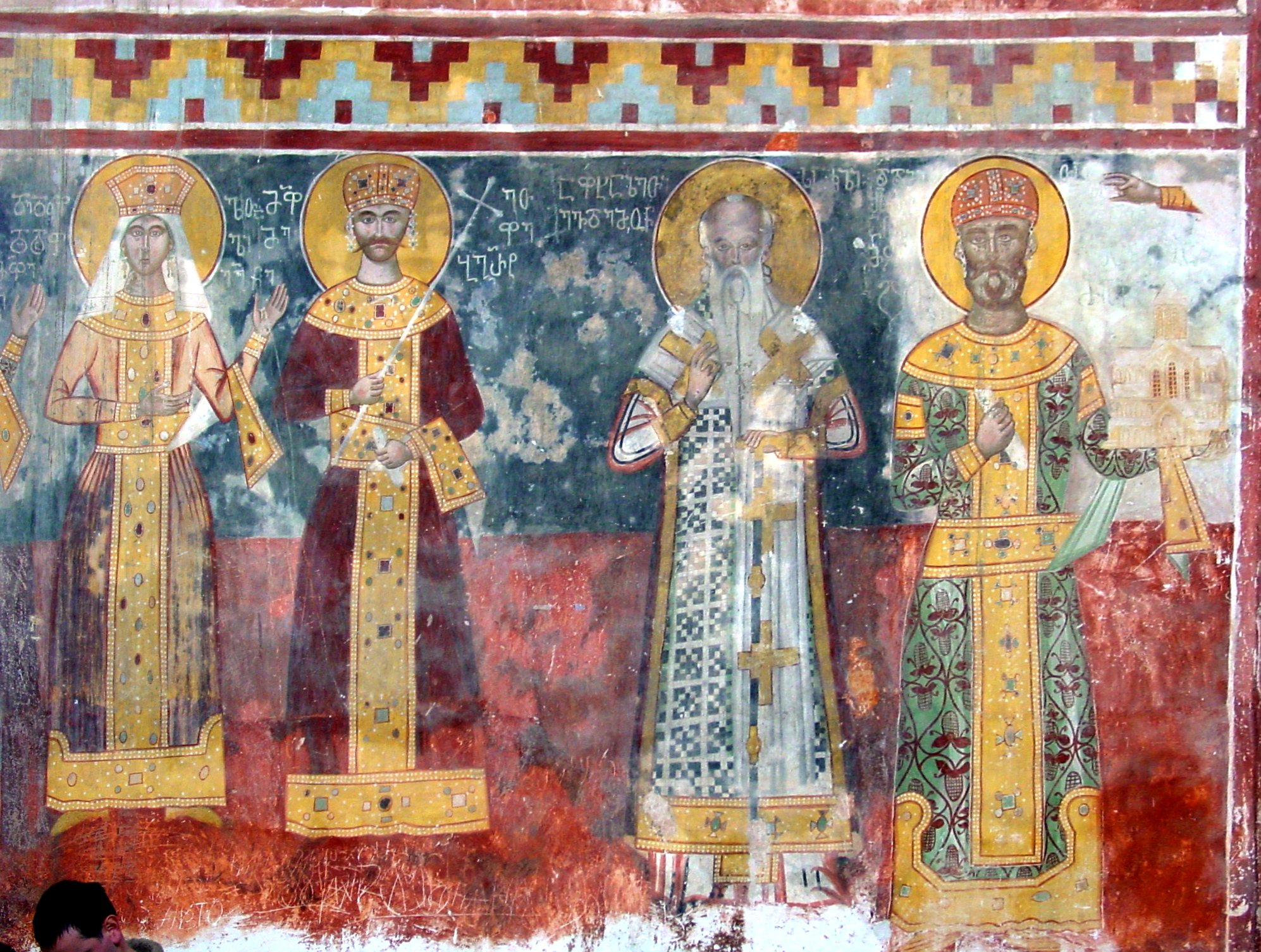
Dawid IV Budowniczy, fresk w monastyrze Gelati

XI i XII wiek to okres największej politycznej potęgi i rozkwitu gospodarczego oraz kulturalnego feudalnej Gruzji. Król Dawid IV Budowniczy, który objął tron w 1089 r. w wieku lat 16, po śmierci ojca – Jerzego II, natychmiast po objęciu władzy rozpoczął organizowanie armii zdolnej odeprzeć regularne ataki Seldżuków. Pierwsza Krucjata (1096–1099), poprzez odciągnięcie głównych sił Turków i osłabienie ich wojsk, w połączeniu z tworzoną od kilku lat silną armią gruzińską umożliwiła Dawidowi osiągnięcie swego celu – od 1097 r. zaprzestał on płacenia Turkom daniny, a wkrótce potem mógł rozpocząć wojny mające na celu odzyskanie utraconych niegdyś przez Gruzję ziem. Także i ten cel został w dużej części osiągnięty – po kilku latach poza władzą Dawida pozostały tylko Tbilisi i Heretia.
W 1103 r. król przeprowadził reorganizację Gruzińskiego Kościoła Prawosławnego i wyznaczył jej katolikosa.
W latach 1103–1105 Dawid podbił także Hereti, a między 1110 i 1118 rokiem – całą dolną Kartlię; w wyniku tego z gruzińskich ziem jedynie Tbilisi pozostało we władzy Tuków, stanowiąc izolowaną enklawę na terenie państwa gruzińskiego. Wkrótce jednak i to miasto wróciło w skład Gruzji – w 1121 r. wojska gruzińskie odparły silną armię turecką w bitwie pod Didgori, po czym zdobyły Tbilisi, gdzie Dawid przeniósł stolicę państwa. W ciągu kolejnych kilku lat Gruzja podbiła także zachodni Szyrwan i północną Armenią, zaś Dawid koronował się królem Armenii. W chwili śmierci tego władcy, w 1125 r. Gruzja miała status lokalnego mocarstwa.
W latach 1118–1119 dla zapewnienia silnej i gotowej do walki armii Dawid przesiedlił na zdobyte na Seldżukach tereny ok. 40 tys. połowieckich rodzin, spośród których każda miała obowiązek wystawiania jednego żołnierza.

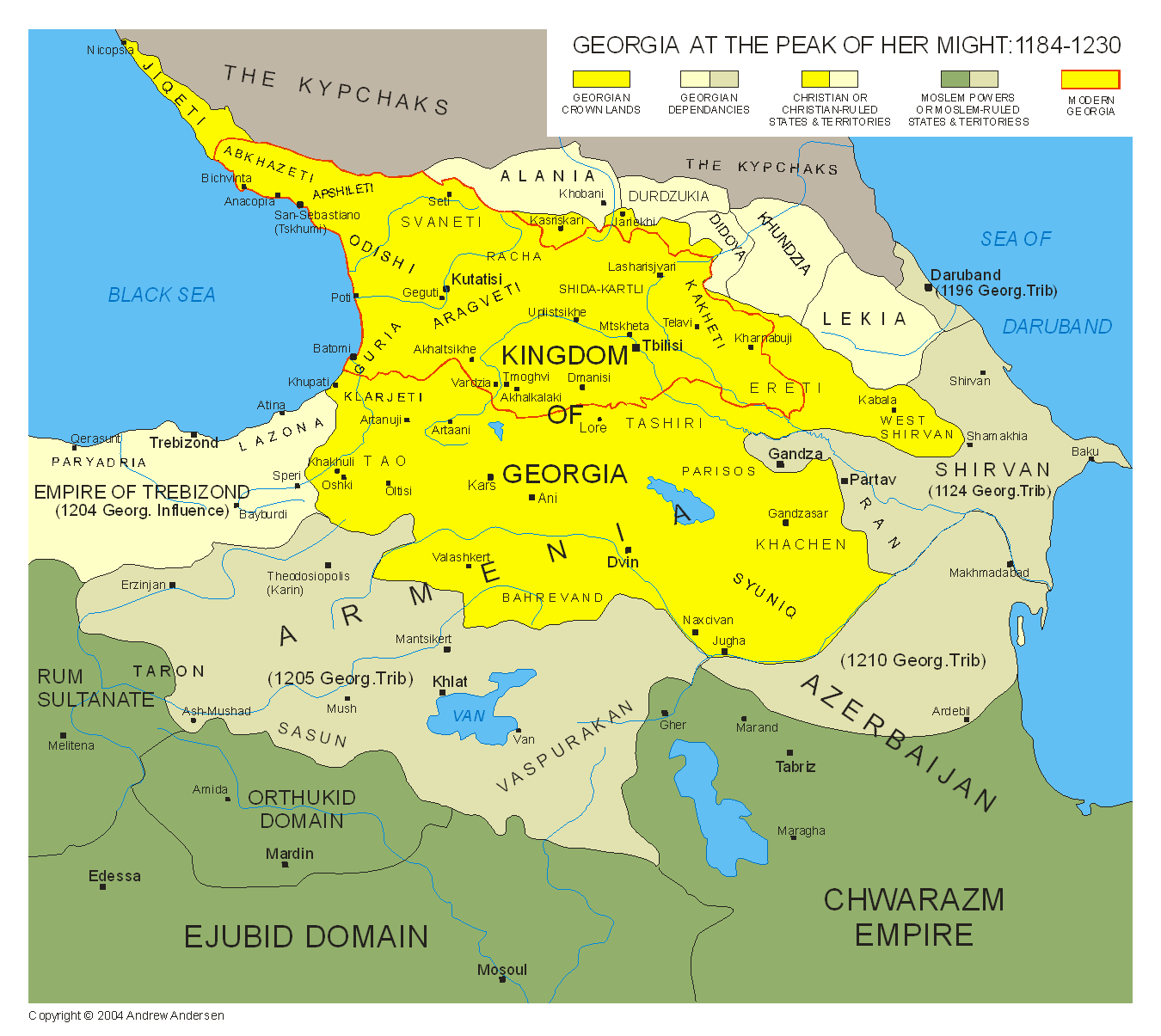
Państwo gruzińskie w okresie największego rozkwitu (1184–1225)

Następcy Dawida IV (Dymitr I, Dawid V i Jerzy III) kontynuowali wysiłki mające na celu poszerzenie obszaru Gruzji kosztem górskich ludów Kaukazu oraz dążyli do dalszego podboju Szyrwanu.

### Królowa Tamara i złoty wiek w historii Gruzji
Na panowanie prawnuczki Dawida Budowniczego – królowej Tamary (1184–1213) przypadł okres największej potęgi Gruzji w całej jej historii. W latach 1194–1204 gruzińskie wojska odparły kilka tureckich ataków z południa i południowego wschodu, a następnie weszły do zajmowanej dotąd przez Turków południowej Armenii. W konsekwencji tego duża część tego kraju (w tym m.in. Karin, Erzincan i Wan) została protektoratem gruzińskim, zarządzanym przez lokalnych (tureckich) emirów.
Po zdobyciu Konstantynopola przez uczestników IV Krucjaty i likwidacji cesarstwa bizantyjskiego w 1204 r., Tamara zorganizowała wyprawę wojenną i zajęła byłe bizantyjskie prowincje Lazona i Pariadria, z których po gruzińskim podboju zorganizowane zostało w 1205 r. Cesarstwo Trapezunckie; pierwszym jego cesarzem został krewniak gruzińskiej królowej Aleksy I Wielki Komnen. Przez cały okres swego istnienia, tj. przez ponad 200 lat Cesarstwo Trapezunckie było zależne od Gruzji.
W 1210 r. Gruzja zaatakowała północną Persję (obszar dzisiejszego Azerbejdżanu Irańskiego) i zdobyła wiele miast, w tym Marand, Ardabil, Tebriz, Zandżan i Kazwin. Część podbitych ziem przekształcona została w gruziński protektorat; w wyniku wojny z 1210 r. Gruzja osiągnęła największy w swej historii zasięg terytorialny. Oficjalny tytuł Tamary oznaczał: „Królowa Abchazów, Kartwelów, Ranów, Kachów i Ormian, szachini Szyrwanu i szachinszachini, suweren Wschodu i Zachodu”.

#### Rozwój gospodarczy i kulturalny
W okresie panowania Tamary kraj rozwijał się także pod względem gospodarczym i kulturalnym. Relatywnie wysoki poziom rolnictwa umożliwił rozwój rzemiosła i handlu, co z kolei spowodowało szybki rozwój miast.
Wysoki poziom rozwoju osiągnęła kultura (filozofia, literatura, historiografia) i sztuk oraz rzemiosło artystyczne (złotnictwo, budownictwo, malarstwo, miniatura, ceramika itd.). Z tej epoki pochodzi gruzińska epopeja narodowa autorstwa Szoty Rustawelego – Witeź w tygrysiej skórze.
Centrami gruzińskiej kultury i sztuki w owym okresie były – podobnie jak w innych częściach chrześcijańskiego świata – klasztory (monastyry).

### Podbój mongolski
Upadek potęgi Gruzji nastąpił nagle. W latach 20. XIII wieku Mongołowie, kontynuując swe podboje, przeszli przez Azję Mniejszą do Zakaukazia i zajęli znaczną część Gruzji, całą Armenię i środkową Anatolię, włączając je do swego państwa.
W 1243 r. gruzińska królowa Rusudan zawarła z Mongołami pokój, ustępując im zależne od Gruzji małe państwa, m.in. zachodni Szyrwan (obecnie Nachiczewan), zobowiązując się płacić im daninę oraz godząc się na utratę dużych części państwa. Zajęte przez Mongołów Tbilisi formalnie pozostało stolicą, niemniej jednak królowa nie powróciła do tego miasta, aż do swej śmierci w 1245 r. rezydując w Kutaisi. W konsekwencji takich warunków pokojowych kraj znacznie osłabł I rozpoczął się proces jego rozpadu. Dżawachetia – jedna z południowych prowincji, zawarła z Mongołami separatystyczny pokój i w 1266 r. faktycznie oddzieliła się od Gruzji.
Pomiędzy 1259 a 1330 rokiem Gruzja zmuszona była prowadzić ciągłą walkę o niezależność z mongolskimi władcami z dynastii Ilchanidów. Pierwsze powstanie przeciw Mongołom, któremu przewodził król Dawid VI, rozpoczęło się w 1259 i trwało blisko 30 lat. Następnie walkę kontynuowali Dymitr II (1270–1289) i Dawid VIII (1293–1311), jednak dopiero Jerzy Wspaniały (1314–1346), dzięki wewnętrznemu osłabieniu mongolskiego imperium ostatecznie zaprzestał płacenia daniny i wyzwolił kraj spod obcego jarzma. Władca ten doprowadził też do przywrócenia Gruzji granic z 1220 r. oraz ponownie przywrócił wasalne stosunki z Cesarstwem Trapezunckim. Pod rządami Jerzego V władza królewska umocniła się, a kraj odzyskał polityczne i gospodarcze znaczenie.
W latach 1386–1403 Gruzja ośmiokrotnie była obiektem najazdów Tamerlana, co znacząco zniszczyło infrastrukturę państwa i jego gospodarkę, a w konsekwencji przybliżyło rozpad.

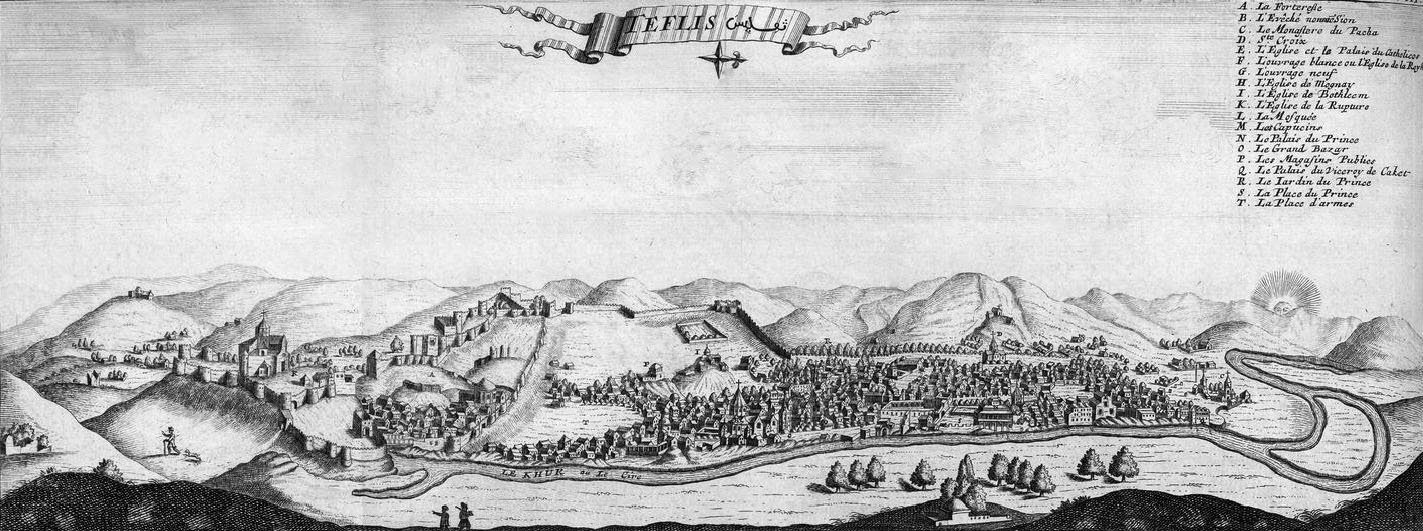
Tbilisi w 1671 r.

## Nowożytność – Gruzja pomiędzy Iranem, Turcją a Rosją

### Walka z Turcją i Iranem
W XV wieku, państwo gruzińskie stało się izolowanym krajem chrześcijańskim, otoczonym ze wszystkich stron przez muzułmańskich sąsiadów. Kontakt Gruzji z nieislamskim światem ograniczał się praktycznie do genueńskich kolonii na Krymie. Ten i inne czynniki spowodowały upadek gospodarczy i polityczny kraju, którego wynikiem był podział państwa na niezależne państewka: Królestwo Kartlii, Królestwo Kachetii i Królestwo Imeretii, a następnie na dalsze mniejsze organizmy, jaki nastąpił po 1460 roku
Od XV wieku Gruzja znajdowała się w strefie wpływów potężnych sąsiadów – Persji i Imperium Osmańskiego i zmuszona była do częstych wojen w obronie swej niezależności. W 1555 r. Turcja i Persja podpisały porozumienie pokojowe, które dzieliło ich strefy wpływów na Zakaukaziu. Zgodnie z jego postanowieniami, Imeretia znalazła się w obszarze oddziaływania Turcji, a Kartlia i Kachetia – Persji.
Izolacja polityczna i gospodarcza spowodowały znaczne zubożenie kraju – brak pieniądza kruszcowego spowodował częściowe przywrócenie handlu wymiennego; systematycznie spadał poziom urbanizacji i zamożność mieszkańców miast. Sytuacja taka z łatwością mogłaby się skończyć popadnięciem w zależność od któregoś z islamskich sąsiadów, jednak chęć zachowania wzajemnej równowagi między Turcją a Persją powodowała, iż druga strona w obawie przed wzrostem potęgi konkurenta nie pozwalała na aneksję Gruzji. Niemniej jednak władcy i elity gruzińskie zdawały sobie sprawę z sytuacji i dlatego pojawienie się kolejnego mocarstwa w regionie – Cesarstwa Rosyjskiego, pokrewnego Gruzji religijnie i kulturowo, zostało bardzo dobrze odebrane wśród mieszkańców Gruzji, zwłaszcza iż kraj ten posiadał już doświadczenia z różnorakich kontaktów z Rusią z czasów sprzed najazdu mongolskiego (m.in. królowa Tamara miała przez pewien czas za męża ruskiego księcia) i były to doświadczenia na ogół pozytywne.

### XVIII wiek i zajęcie kraju przez Rosję

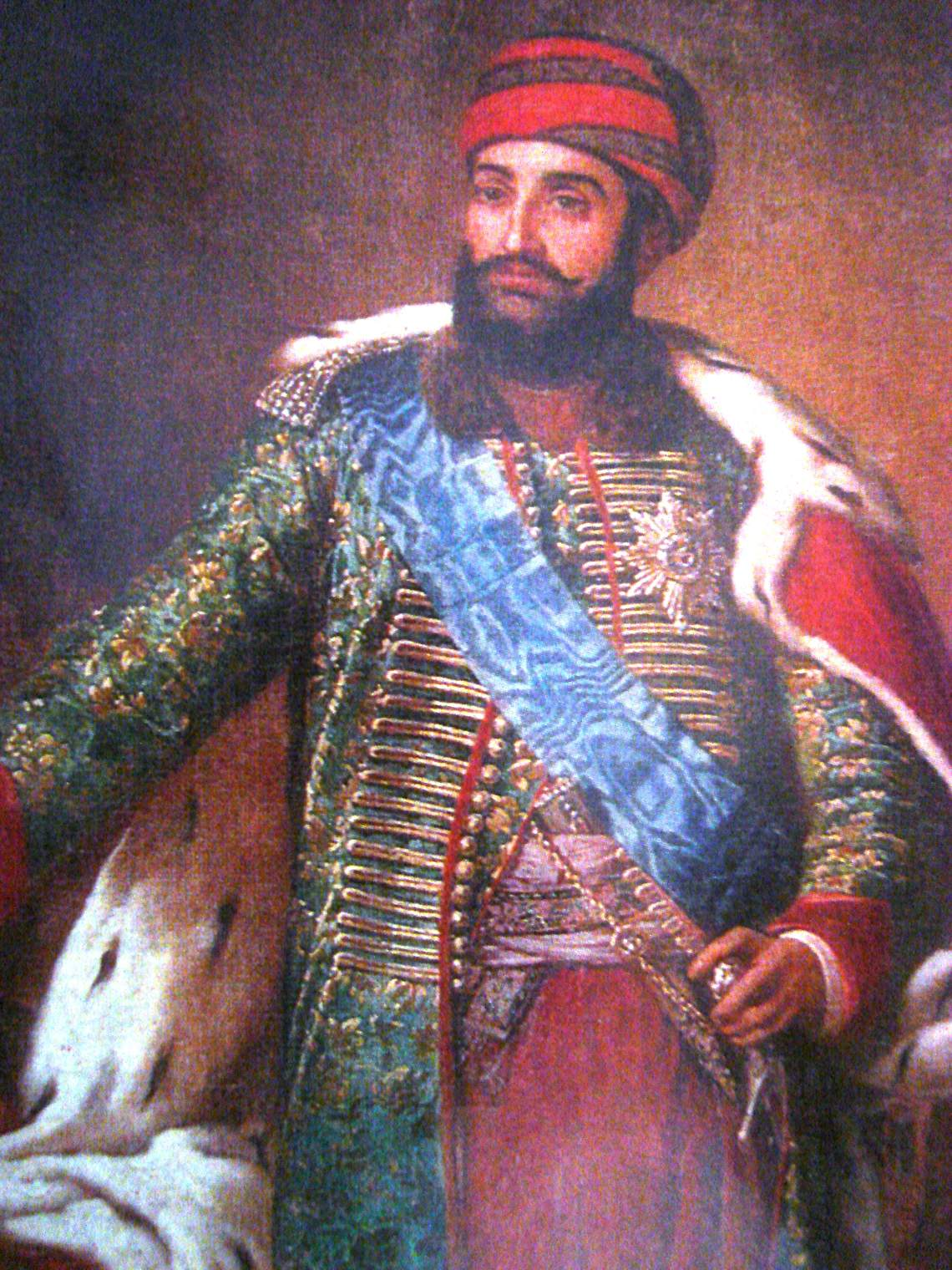
Herakliusz II

Ekspansja Rosji na południe w rejonie Kaukazu spowodowała pojawienie się regularnych kontaktów z Gruzją. Władcy państewek gruzińskich mieli teraz możliwość oparcia się na rosyjskiej potędze w swych działaniach obronnych wobec tureckich i irańskich zakusów na ich ziemie.
Kontakt z Rosją spowodował także początek odrodzenia gruzińskiej kultury – za pośrednictwem rosyjskim do odizolowanej dotychczas Gruzji napływały nowe trendy z Europy – m.in. pod tym wpływem władca Kartlii Wachtang VI wprowadził nowy kodeks praw, podjął starania mające na celu poprawę sytuacji gospodarczej swego państwa, oraz zapoczątkował druk książek w języku gruzińskim (1709 r.). Ponieważ reformy w Kartlii i jej bliski sojusz z Rosją mogły zagrozić interesom Turcji, dokonała ona inwazji, w wyniku czego król musiał uciec do Rosji.
Z kolei król Herakliusz II (1762–1798) zjednoczył Kartlię i Kachetię, przez co w połączeniu z reformami wzmocnił pozycje państwa. Za jego rządów w Gruzji rozpoczęła się epoka Oświecenia – odrodziła się rodzima kultura, ponownie zaczęły powstawać utwory literackie. Herakliusz dążył do militarnego sojuszu z Rosją, wymierzonego w Turcję (i – w mniejszym stopniu – w Iran). Katarzyna II prowadząca Turcją wojny z jednej była zainteresowana takim sojuszem, ale z drugiej – nie chciała angażować dużych sił na Zakaukaziu. Ostatecznie w latach 1769–1772 wojska gruzińskie w walce z Turkami wspierał niezbyt liczny kontyngent rosyjski pod dowództwem Gottloba Heinricha von Tottlebena.
W 1783 r. Rosja i Gruzja podpisały traktat gieorgijewski, na mocy którego królestwo Kartlii-Kachetii zostało rosyjskim protektoratem w zamian za zobowiązanie Rosji do obrony jego terytorium. Niemniej jednak mimo traktatu już kilka lat później w 1787 r. w trakcie kolejnej wojny rosyjsko-tureckiej rosyjskie wojska wyszły z Gruzji pozostawiając ją bez pomocy.
W 1795 szach perski Agha Mohammad Chan Kadżar najechał Gruzję i zrównał z ziemią Tbilisi. Rosja próbowała dokonać odwetu, ale po śmierci Katarzyny II jej następca Paweł odwołał wysłane w tym celu wojska.
Po śmierci Herakliusza w kraju rozpoczęła się walka o władzę, w czasie której jeden z pretendentów do tytułu zwrócił się o pomoc do Rosji. Spowodowało to dość nieoczekiwany dla zainteresowanych skutek w postaci tego, iż 8 stycznia 1801 r. car Paweł I podpisał ukaz o aneksji państwa Kartlii-Kachetii. Ukaz ten po śmierci Pawła I potwierdził jego następca Aleksander I (12 września 1801 r.)
W maju 1801 r. rosyjski generał Karl von Knorring usunął pretendenta do gruzińskiego tronu – Dawida i zarząd kraju przekazał Iwanowi Łazariewowi. Gruzińska szlachta nie uznawała tego posunięcia aż do kwietnia 1802 r., kiedy to Knorring zebrał licznych przedstawicieli gruzińskiej arystokracji w katedrze w Tbilisi i zmusił ich do złożenia przysięgi wierności rosyjskiemu władcy. Ci, którzy odmówili, zostali aresztowani.
W 1810 r. Rosja złamała opór władcy Imeretii Solomona II, pozbawiła go tronu i Imeretia weszła w skład Rosji.
W latach 1803–1878 w rezultacie wojen rosyjsko-tureckich także pozostałe historyczne ziemie Gruzji weszły w skład państwa rosyjskiego.

### Gruzja w składzie Cesarstwa Rosyjskiego

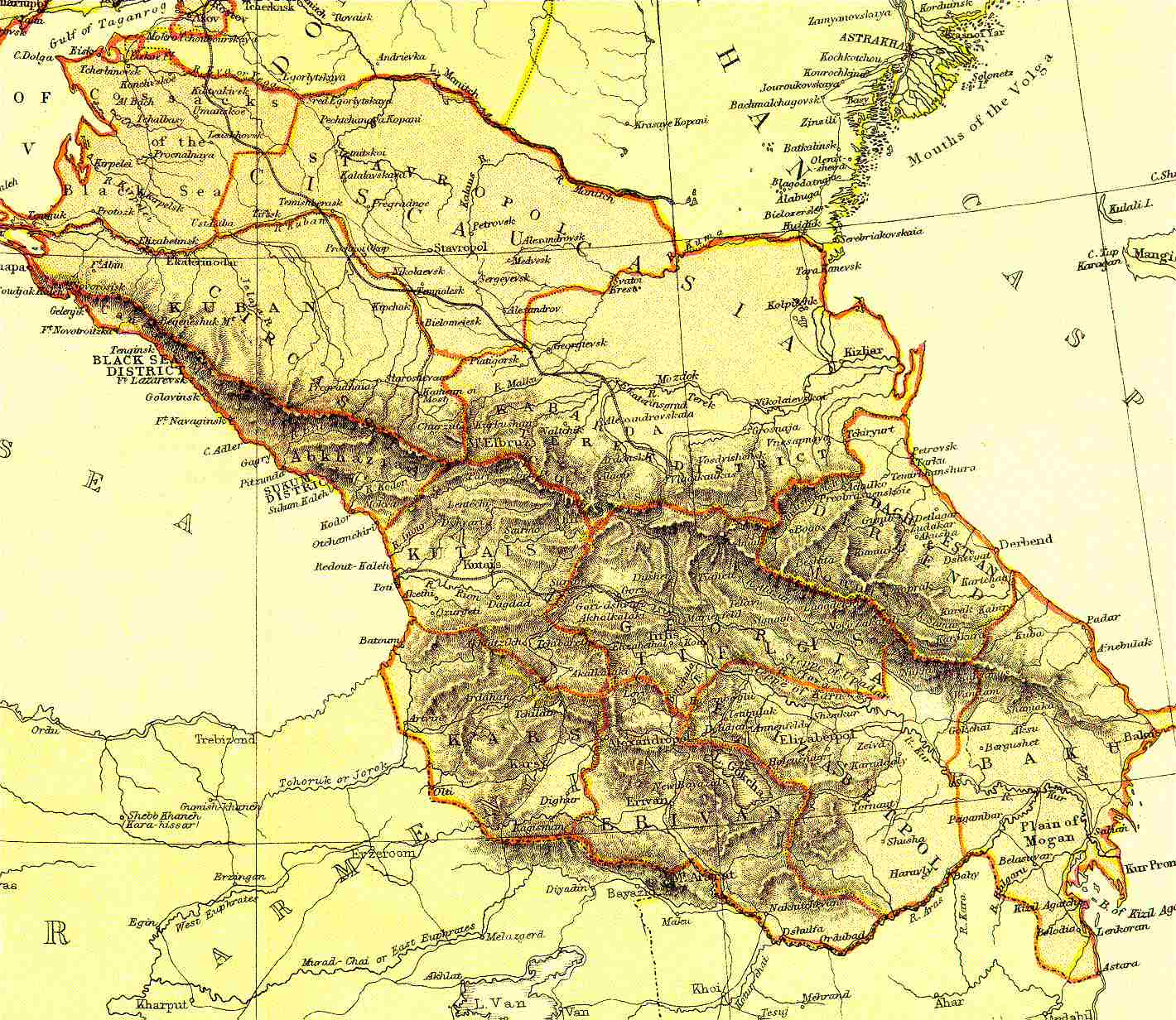
Kaukaz i Zakaukazie w 1882 r.

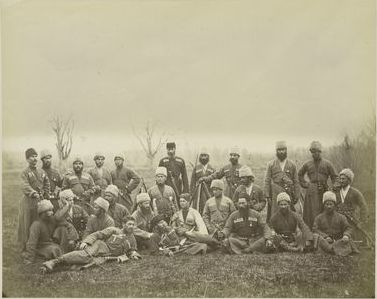
Kawalerzyści z Imeretii w służbie rosyjskiej

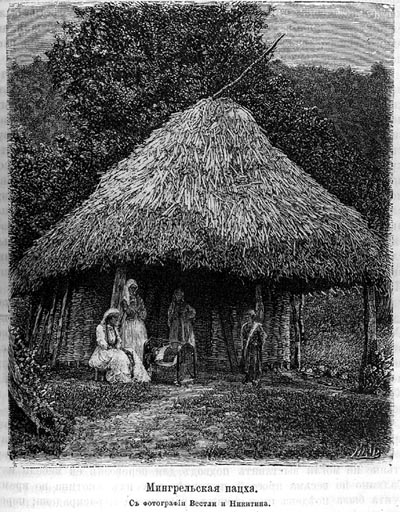
Chata chłopska w XIX-wiecznej Megrelii

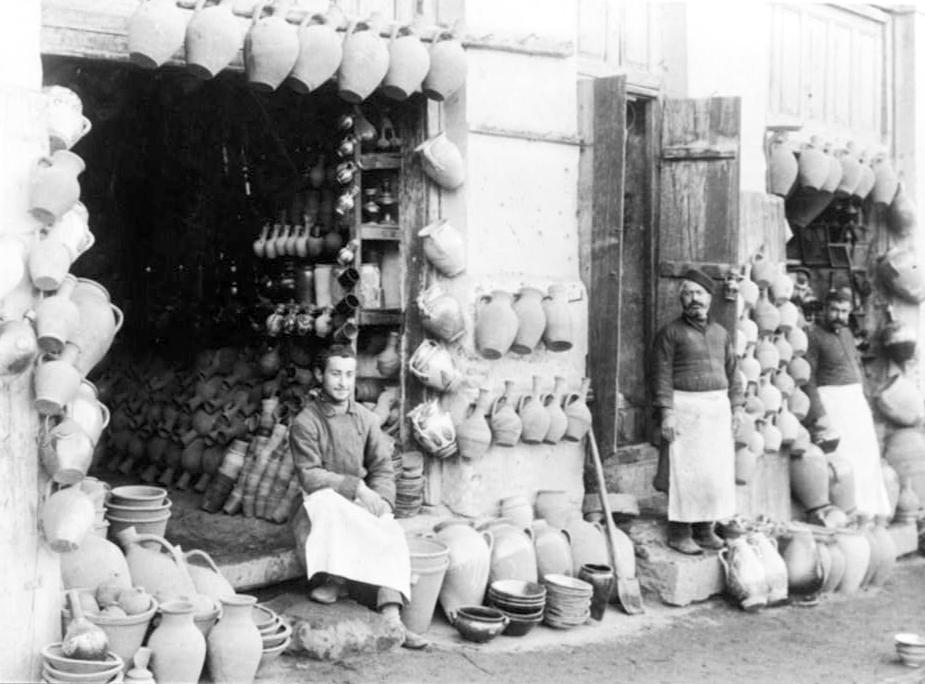
Ulica w Tbilisi pod koniec XIX wieku

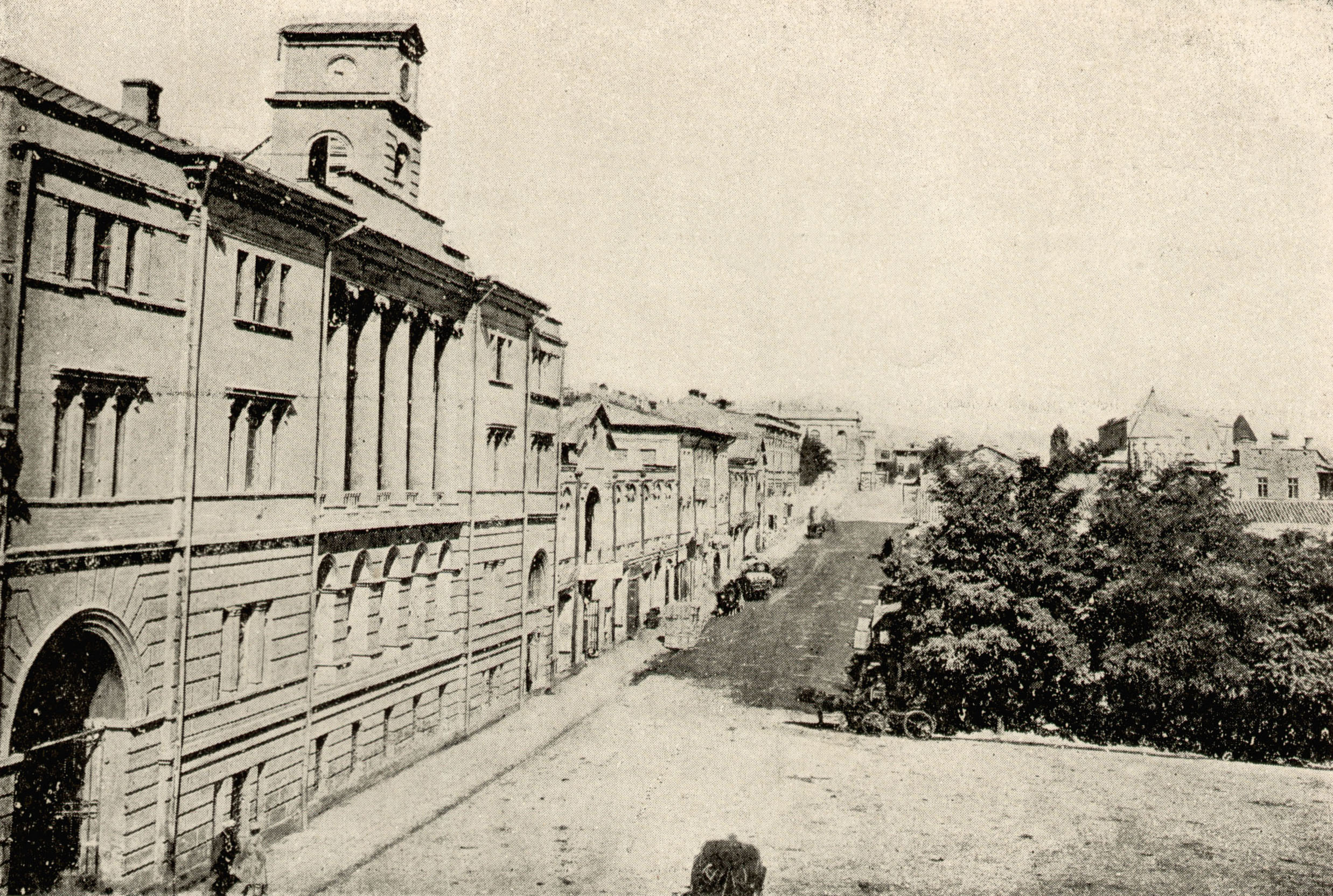
Tbilisi w XIX w.

Zajęcie Gruzji przez Rosję spowodowało likwidację zagrożenia ze strony Persji. Już w 10 lat po zniszczeniu Tbilisi, w 1805 r. Persowie pod wodzą księcia Abbasa Mirzy ponownie próbowali najechać Gruzję, lecz zostali odparci przez Rosjan.
Rosjanie w ramach umacniania się w zajętym kraju zlikwidowali autokefalię lokalnej cerkwi prawosławnej – patriarcha został wysłany w głąb Rosji, a Gruziński Kościół Prawosławny stał się egzarchatem Cerkwi Rosyjskiej.
Polityka carska zaczęła powodować opór wśród elit gruzińskiego narodu. M.in. grupa młodych szlachciców, zainspirowana powstaniem dekabrystów (1825) i polskim powstaniem listopadowym (1830) zorganizowała spisek mający na celu wyzwolenie kraju. Plan zakładał zwabienie na bal wszystkich przedstawicieli carskiej administracji i zabicie ich, co miało być początkiem ogólnonarodowego zrywu. Zamiary te nie zostały zrealizowane – 10 grudnia 1832 r. spiskowcy zostali aresztowani i zesłani w odległe rejony Rosji. Z kolei w 1841 r. miało miejsce powstanie chłopów gruzińskich; w tym jednak przypadku głównym powodem jego wybuchu były kwestie ekonomiczne.
Po 1845 r. polityka caratu uległa ostrej zmianie – znacznie złagodzono restrykcje i starano się zjednać sobie gruzińską arystokrację.

#### Przemiany społeczne
W chwili, gdy Rosja zajmowała ziemie Gruzji, gruzińskie społeczeństwo żyło w strukturze feudalnej. Najwyższą warstwę społeczeństwa stanowili lokalni możni, którzy jednak wraz z zajęciem Gruzji przez Rosję utracili dużą część swej dotychczasowej pozycji – władze carskie często, by uniknąć prób zrzucenia obcej władzy przesiedlały ich w odległe rejony Rosji (nie miało to jednak charakteru zesłania – wysiedleńcy otrzymywali tam duże nadziały ziemi, zabierali też swój majątek).
Kolejną grupę stanowiła szlachta, stanowiąca ok. 5% społeczeństwa i posiadająca liczne przywileje. Do nich należała większość ziemi, na której pracowali chłopi, stanowiący zdecydowaną większość pozostałej części społeczeństwa. Z racji zniszczenia gospodarki położenie gospodarcze chłopów było bardzo złe – często w kraju pojawiał się głód, powodujący zamieszki. Już wkrótce po zajęciu Gruzji przez Rosję, w 1812 r. w Kartlii wybuchło powstanie chłopskie, skierowane przeciwko możnym, którego przyczyną był właśnie głód. Mieszczaństwo, z racji wyludnienia się miast w XVI i XVII wieku, było dość nieliczne i w dużej mierze składało się z elementów obcych (zwłaszcza Ormian). Wraz z rozwojem kapitalizmu liczba mieszczan rosła, a wraz z nią – jej pozycja społeczna; wkrótce spośród tej grupy wykształciła się klasa średnia.
W 1861 r. car Aleksander II Romanow zlikwidował w Rosji pańszczyznę, jednak reforma ta nie objęła Gruzji, gdyż car zdawał sobie sprawę, iż zniesienie pańszczyzny spowodowałoby ponowną utratę, niedawno odzyskanego poparcia dla caratu wśród gruzińskiej szlachty. Władze próbowały zatem opracować jakieś formy kompromisu. Ostatecznie pierwsi chłopi zostali uwolnieni w 1865 r., a cały proces ten trwał kilka lat, zaś z jego wyniku żadna grupa społeczna nie była zadowolona.
Za Mikołaja I Gruzja stała się miejscem zesłania dla członków sekt prawosławnych (jak np. mołokanie i duchoborcy); z jednej strony miało to na celu pozbycie się ich z terenu Rosji, a z drugiej – umacniało rosyjską obecność w regionie.

#### Narodziny ruchu gruzińskiego narodowego
Gruziński ruch narodowowyzwoleńczy zaczął się rodzić w połowie XIX wieku głównie wśród potomków szlachty, często studentów kształcących się w Rosji. Jednym z pionierów tego ruchu był książę Ilja Czawczawadze (gruz. ილია ჭავჭავაძე). Ruch ten przynajmniej początkowo nie zakładał walki zbrojnej, lecz umacnianie gruzińskich tradycji i dumy z własnego pochodzenia oraz historii. W okresie następnym celem nacjonalistów stała się walka o poprawę gospodarczej pozycji gruzińskich mieszczan w porównaniu z dominującymi Ormianami i Rosjanami.
Polityczne aspekty ruchu nie były podkreślane; były one mało sprecyzowane i często dość oderwane od rzeczywistości – jeden z bardziej rozpowszechnionych projektów zakładał odrodzenie państwa gruzińskiego obejmującego m.in. Armenię i Azerbejdżan.

##### Schyłek rosyjskiego panowania
Po zabójstwie cara Aleksandra II władze zaczęły postrzegać wszelkie przejawy nacjonalizmu (z wyjątkiem rosyjskiego), jako element mogący zagrozić stabilności i jedności państwa i w związku z tym zaostrzyły politykę. Dotknęło to także Gruzję, stanowiącą dotąd część Namiestnikowstwa Kaukaskiego, która została zredukowana do pozycji zwykłej guberni. Ograniczono nauczanie języka gruzińskiego, zaś samo używanie słowa Gruzja zostało zakazane w pismach drukowanych.
Budowa kapitalizmu, rozwój miast i przemysłu rodziły różnorakie konsekwencje. Jedną z nich było to, iż pod koniec XIX wieku w Gruzji pojawiły się idee socjalistyczne. W 1893 została utworzona pierwsza marksistowska organizacja gruzińska Mesame dasi.
W tym samym okresie, ze zbliżonych powodów nasiliły się napięcia pomiędzy Gruzinami a mniejszością ormiańską. Żyjący od dawna w miastach Ormianie stanowili konkurencję dla aspirujących do pozycji burżuazji gruzińskich ex-chłopów, po uwolnieniu z pańszczyzny osiedlających się w miastach.
W latach 90. XIX wieku i na początku wieku XX przez Gruzję przetoczyła się fala niepokojów – strajków, inspirowanych przez różne rosyjskie partie polityczne. Kulminacją strajków oraz zbrojnych zamieszek była rewolucja 1905 r.
W 1906 r. w Gruzji przeprowadzono wybory do Dumy (rosyjskiego parlamentu).
W 1914 r. w związku z wybuchem I wojny światowej 200 tys. Gruzinów zmobilizowano i wysłano na front, jednak sama wojna nie cieszyła się poparciem społeczeństwa. Gdy po stronie Niemiec opowiedziała się granicząca z Gruzją Turcja, poparcie dla wojny wzrosło; Gruzja stała się jednocześnie obszarem przyfrontowym.
W tym samym czasie umocniły się tendencje niepodległościowe, które przybierały na sile wraz z rosyjskimi klęskami na froncie i słabnięciem władzy centralnej.
W marcu 1917 r. w Rosji miała miejsce rewolucja lutowa, a w listopadzie – rewolucja październikowa. Przez Rosję przetaczały się fale strajków, zamieszek, a następnie wybuchła wojna domowa. Kraj znalazł się w stanie rozpadu, z czego wiele narodów, w tym Gruzini, chciało skorzystać, by odzyskać niepodległość.

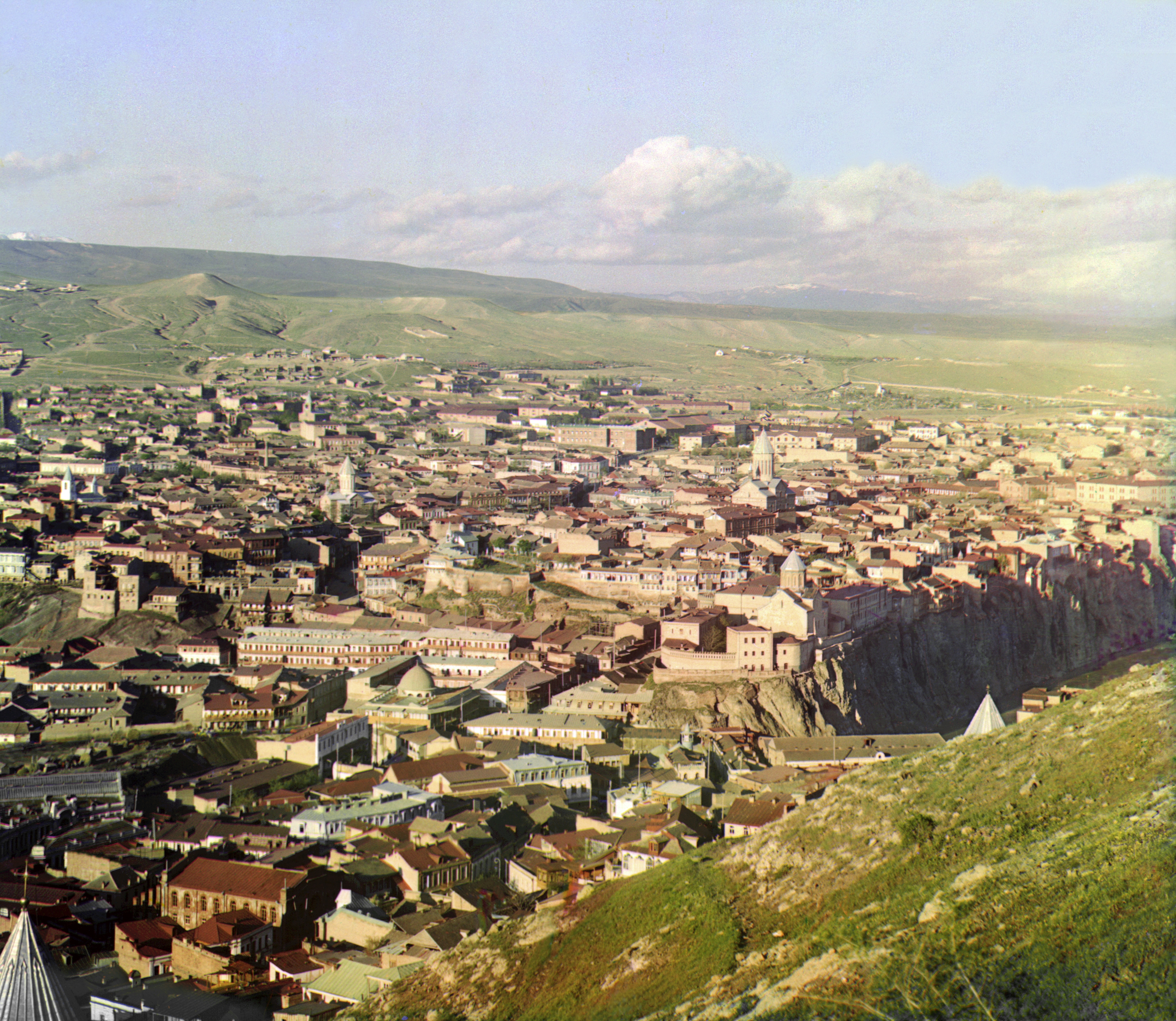
Tbilisi na początku XX wieku

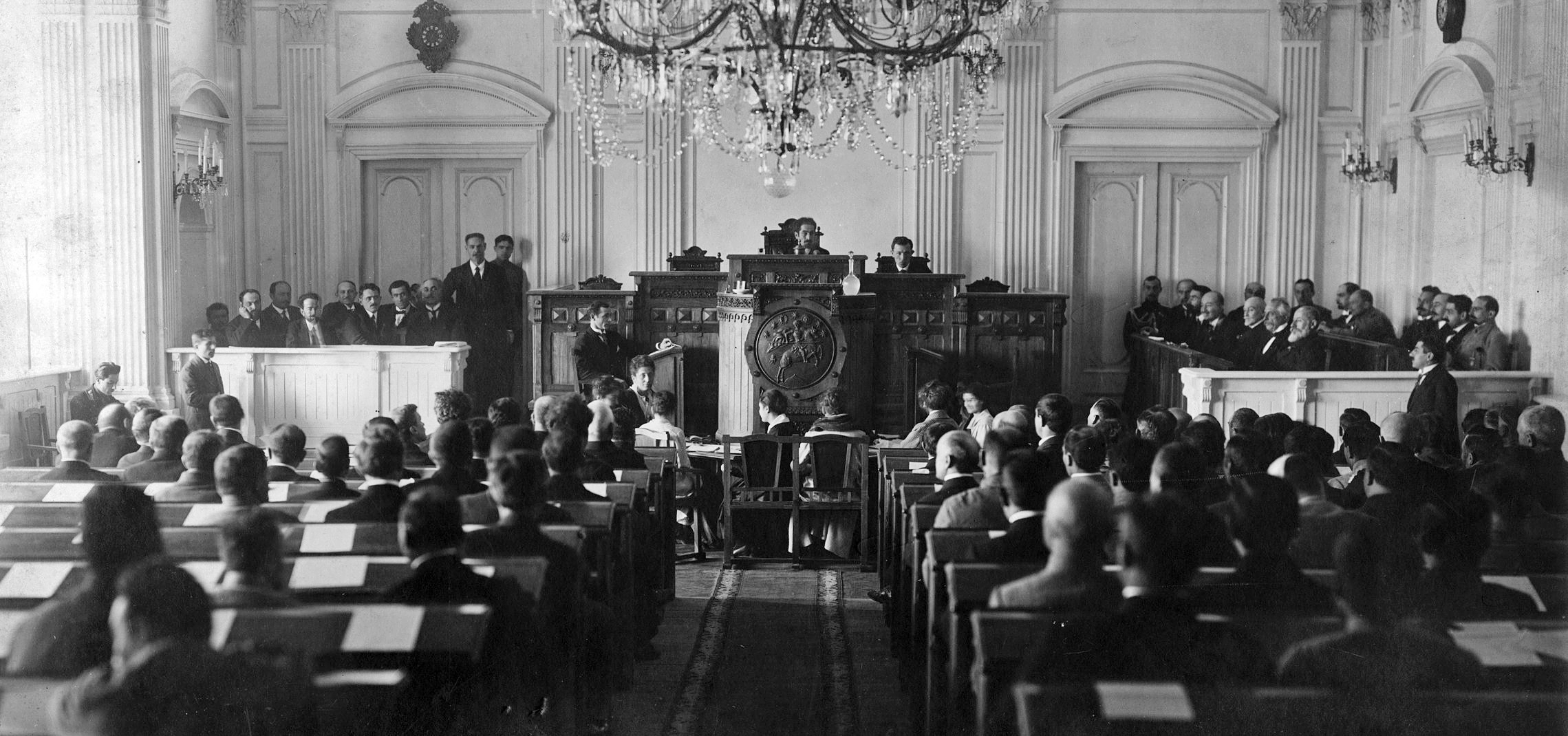
Ogłoszenie przez Gruzję niepodległości

## XX wiek

### Sytuacja w Gruzji po rewolucji lutowej
Po rewolucji lutowej, Rząd Tymczasowy utworzył Specjalny Komitet Zakaukaski do administrowania tym regionem. Po rewolucji październikowej zastąpiono go Komitetem Zakaukaskim.
10 lutego 1918 zebrał się zdominowany przez mienszewików Sejm Zakaukaski, który ogłosił powstanie niepodległej Zakaukaskiej Demokratycznej Republiki Federacyjnej. Przywódcą republiki został Gruzin Nikola Czcheidze.

### Demokratyczna Republika Gruzji

Godło Demokratycznej Republiki Gruzji

26 maja 1918 r. Gruzja wystąpiła z Zakaukaskiej Demokratycznej Republiki Federacyjnej (dwa dni później uczyniły to także Armenia i Azerbejdżan, co spowodowało likwidację Zakaukaskiej DRF) i w Tbilisi została proklamowana niepodległość Demokratycznej Republiki Gruzji. W chwili ogłoszenia niezależności władze chciały, by obszar nowo powstałego państwa zajmował 107,6 tys. km², tj. dużo więcej, niż Gruzja zajmuje obecnie (57,1 tys. km², a z faktycznie zależnymi od Rosji Abchazją i Południową Osetią – 69,7 tys. km²). W skład Gruzji miały wejść także tereny z przewagą ludności niegruzińskiej. Spowodowało to uwikłanie się kraju w konflikty zbrojne. Obszar i granice Gruzji zmieniały się kilkukrotnie – granica z państwem tureckim początkowo przebiegała podobnie do obecnej, ale po klęsce państw centralnych w listopadzie 1918 roku Gruzja objęła kontrolę nad Artwinią, Ardahanem i południową częścią okręgu Batumi. Traktat z Sèvres z 1920 roku przyznał także Gruzji prawo do – dotychczas tureckiego – wschodniego Lazystanu wraz z Ryzą i Hopą, którego jednak rząd gruziński się zrzekł, nie chcąc popadać w kolejny konflikt militarny z Turcją.
Z Azerbejdżanem Gruzja była w sporze o okręg zakatalski, jednak nie doszło do konfliktu militarnego.
Z kolei napięcia graniczne z Armenią w rejonie Borczali doprowadziły w grudniu 1918 roku do krótkotrwałej wojny, która została przerwana przez interwencję brytyjską. W jej wyniku powstał neutralny pas w rejonie Lori, zajęty przez Gruzję po upadku niepodległej Armenii w 1920 roku.
Władze w Tbilisi stoczyły także zwycięską wojnę z dążącymi do niepodległości Osetyjczykami z Południowej Osetii
W ciągu trzech lat istnienia niepodległa Gruzja rządzona była przez lokalną socjaldemokrację – mienszewików na czele z Noem Żordanią i Noem Ramiszwilim.

### Ustanowienie władzy radzieckiej

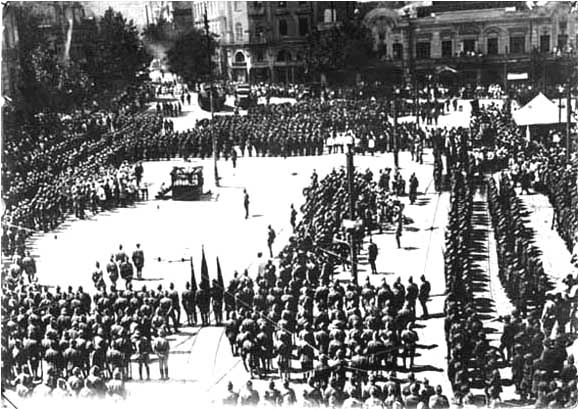
Parada wojskowa Armii Czerwonej po zajęciu Tbilisi (25 lutego 1921 r.)

W lutym 1921 roku Gruzja została zaatakowana przez Armię Czerwoną, spiesząca na pomoc gruzińskim bolszewikom, chcącym zbudować w Gruzji komunizm, którzy, mając małe poparcie w społeczeństwie, nie mogli tego celu osiągnąć własnymi siłami. Wojsko radzieckie (11 Armia) szybko opanowało cały kraj – na przełomie lutego i marca zajęło większość terenu Gruzji, w tym główne miasta, zaś 16 marca 1921 r. rząd gruziński opuścił kraj i udał się na wygnanie do Turcji.
12 marca 1922 r. powołane do życia zostało państwo pod nazwą Zakaukaska Federacyjna Socjalistyczna Republika Radziecka, w skład którego, na prawach republik związkowych, weszły: Gruzińska Socjalistyczna Republika Radziecka, Armeńska Socjalistyczna Republika Radziecka i Azerbejdżańska Socjalistyczna Republika Radziecka.

### Gruzja w składzie Związku Radzieckiego

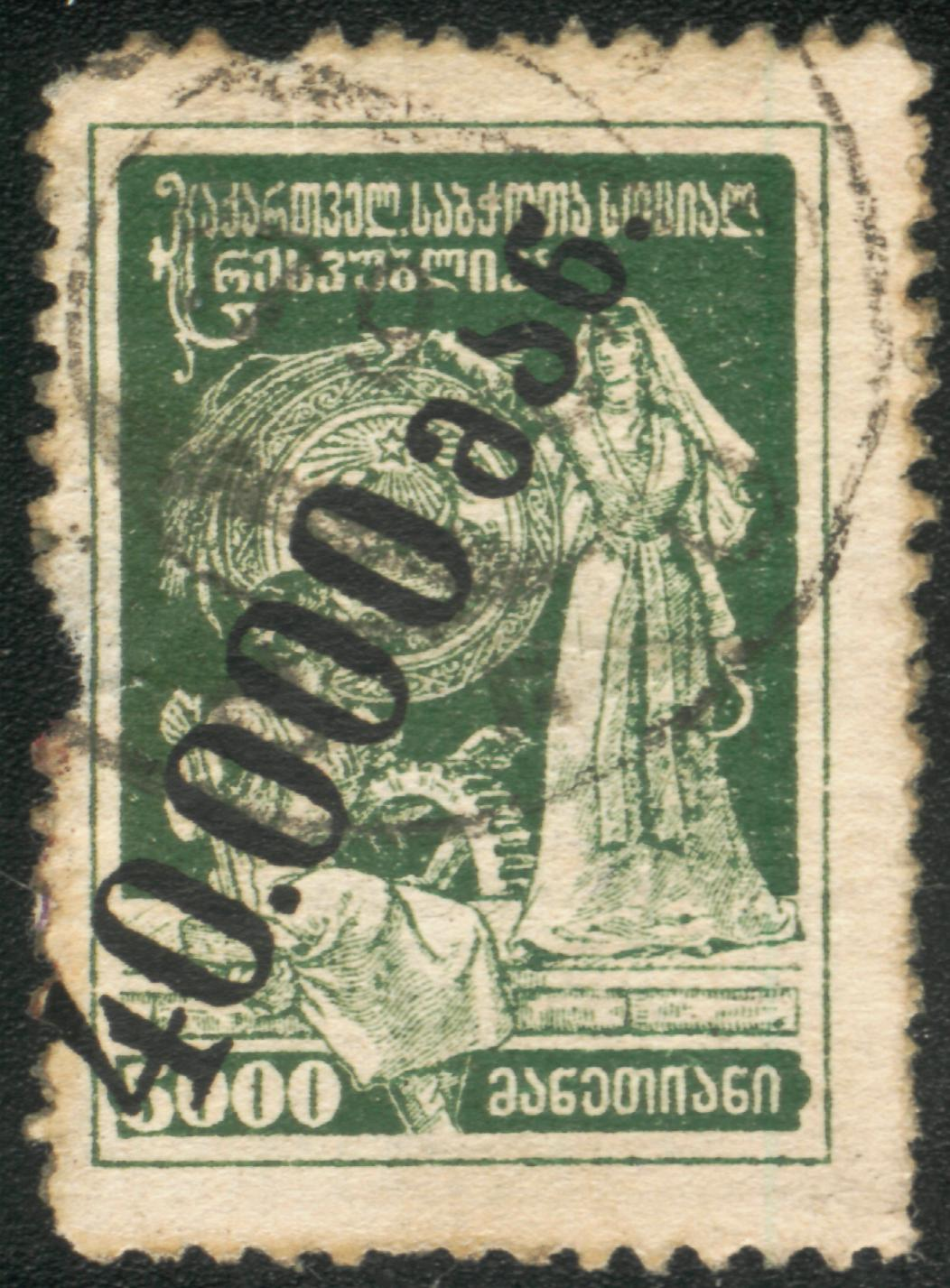
Gruziński znaczek pocztowy z czasów Zakaukaskiej FSRR przedstawiający m.in. godło tej republiki związkowej

Godło Gruzińskiej SRR

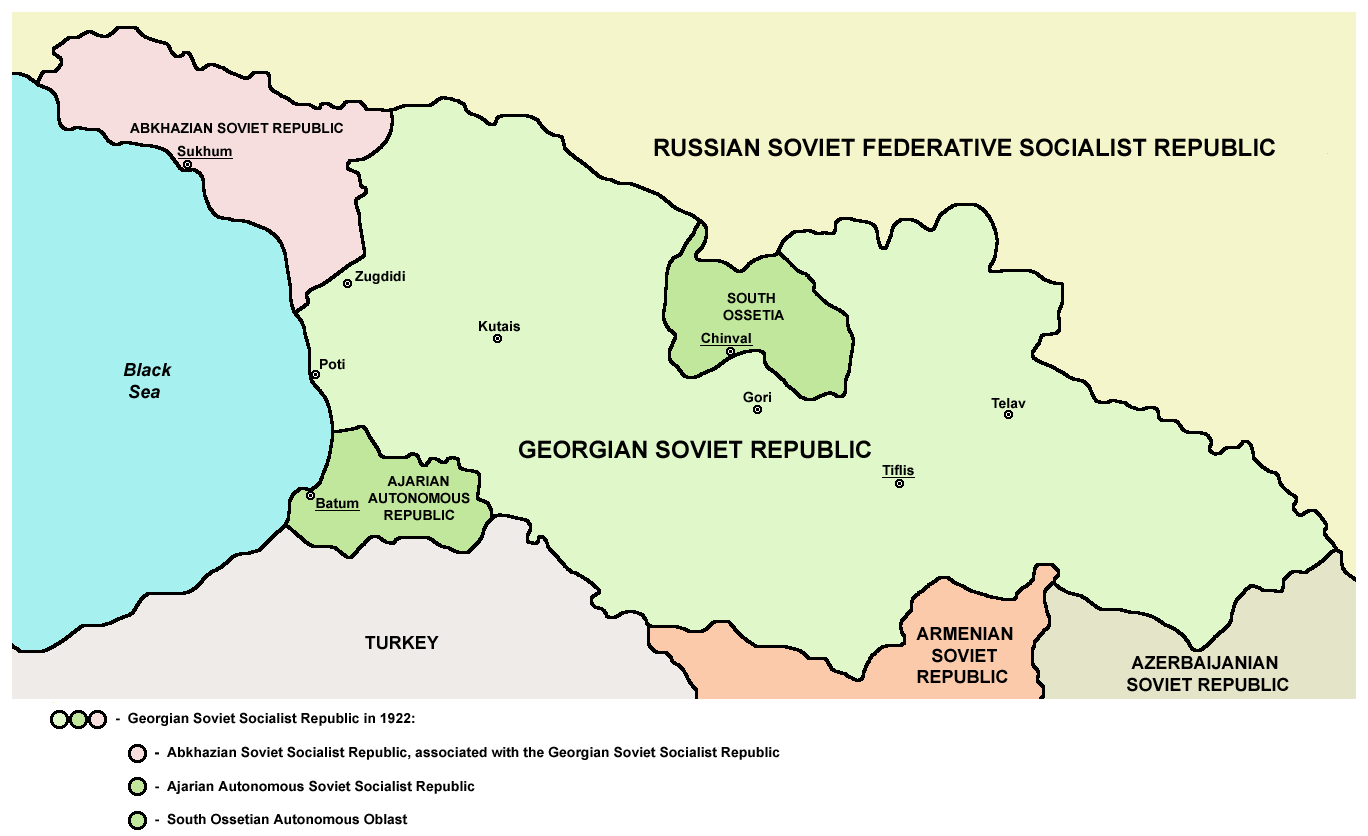

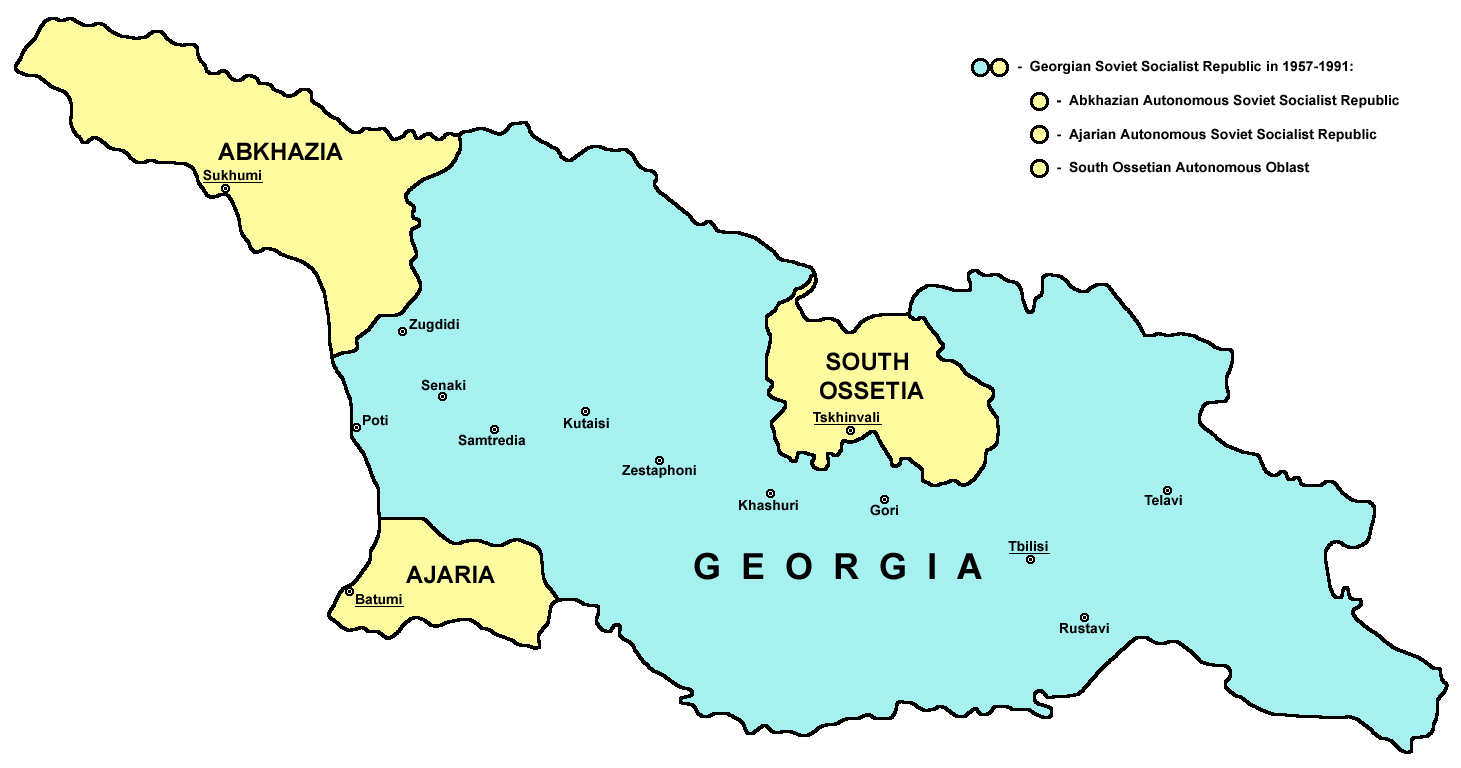

30 grudnia 1922 r. Zakaukaskiej Federacyjnej Socjalistycznej Republiki Radzieckiej (wraz z nią – Gruzińska Socjalistyczna Republika Radziecka) formalnie stała się częścią Związku Radzieckiego. 5 grudnia 1936 Zakaukaska FSRR została rozwiązana, a trzy tworzące ją republiki stały się bezpośrednio częściami składowymi ZSRR.
Próby zbudowania w kraju komunizmu były dla Gruzinów, podobnie jak dla innych narodów ZSRR, ciężkim doświadczeniem. Kolektywizacja rolnictwa, brak swobód obywatelskich, a ponadto represje za rzeczywistą i domniemaną działalność antyradziecką, deportacje i zsyłki, które były szczególnie nasilone w okresie władzy Stalina i dotknęły setki tysięcy mieszkańców kraju. Niemniej jednak skala represji wobec mieszkańców kraju była mniejsza niż w innych częściach ZSRR (np. sąsiedniej Armenii), być może dlatego, iż zarówno radziecki przywódca – Józef Stalin, jak i wielu jego bliskich współpracowników (np. Ławrientij Beria), był Gruzinem. Z tego też względu represje dotykały częściej przedstawicieli mniejszości narodowych, spośród których najbardziej ucierpieli tzw. Turcy Meschetyjscy.
W czasie II wojny światowej Gruzja nie znalazła się pod niemiecką okupacją, choć Niemcy przewidując zajęcie tego terenu rozpoczęli w Gruzji akcję dywersyjną o kryptonimie Tamara. Mimo iż ostatecznie kraj nie został zajęty przez Wehrmacht, to jednak poniósł duże straty ludnościowe – spośród powołanych do wojska Gruzinów zginęło ok. 350 tys. ludzi.
Z kolei spośród gruzińskich jeńców Wehrmacht próbował stworzyć gruzińskie formacje wojskowe (Legion Gruziński – niem. Georgische Legion), w którym służyło ok. 1000–1500 osób. Żołnierze tej jednostki nie do końca spełnili niemieckie oczekiwania – w kwietniu 1945 r., gdy klęska Niemiec była oczywista, zbrojnie wystąpili przeciwko Niemcom, w wyniku czego większość z nich zginęła (zdarzenie to określane jest jako bunt na wyspie Texel).
W 1956 r. na fali destalinizacji, w Tbilisi doszło do publicznych demonstracji potępiających rząd radziecki za krytykę pod adresem Stalina. W wyniku użycia broni przez Armię Radziecką zginęło ponad 20 osób.
W latach 70. na terenie Gruzji pojawił się ruch dysydencki, którego jednym z liderów był późniejszy prezydent kraju – Zwiad Gamsachurdia. Ruch ten początkowo miał charakter głównie nacjonalistyczny i sprzeciwiał się rusyfikacji kraju; w okresie następnym rozwinął się on w kierunku kontestowania radzieckiego systemu gospodarczego i politycznego.
Pozytywnym rezultatem wejścia Gruzji w skład ZSRR był rozwój gospodarczy kraju (intensywny zwłaszcza po II wojnie światowej) – po latach zacofania powstał nowoczesny przemysł, zbudowano drogi, koleje, rozwinęły się miasta. Gospodarka Gruzińskiej SRR, oparta na zbudowanym niemal od podstaw przemyśle oraz rolnictwie wykorzystującym ciepły, podzwrotnikowy klimat czarnomorski (umożliwiający uprawę winorośli, a nawet cytrusów), była jedną z najwydajniejszych w ZSRR.

#### Autonomiczne części Gruzińskiej SRR
W skład Gruzji w okresie radzieckim wchodziły 3 autonomiczne jednostki polityczno-administracyjne: Adżarska Autonomiczna Socjalistyczna Republika Radziecka i Abchaska Autonomiczna Socjalistyczna Republika Radziecka oraz Południowoosetyjski Obwód Autonomiczny. Zwłaszcza w Abchazji, której znaczenie gospodarcze było największe, a tradycje i aspiracje niepodległościowe – najsilniejsze, władze starały się prowadzić politykę gruzinizacji, poprzez zachęcanie Gruzinów do osadnictwa na tych ziemiach. Także i rodząca się od lat 70. opozycja polityczna w Gruzji, w kwestii gruzinizacji Abchazji była zgodna z władzami.

## Gruzja po rozpadzie ZSRR

Flaga Gruzji z lat 1918–1921 i 1990–2004

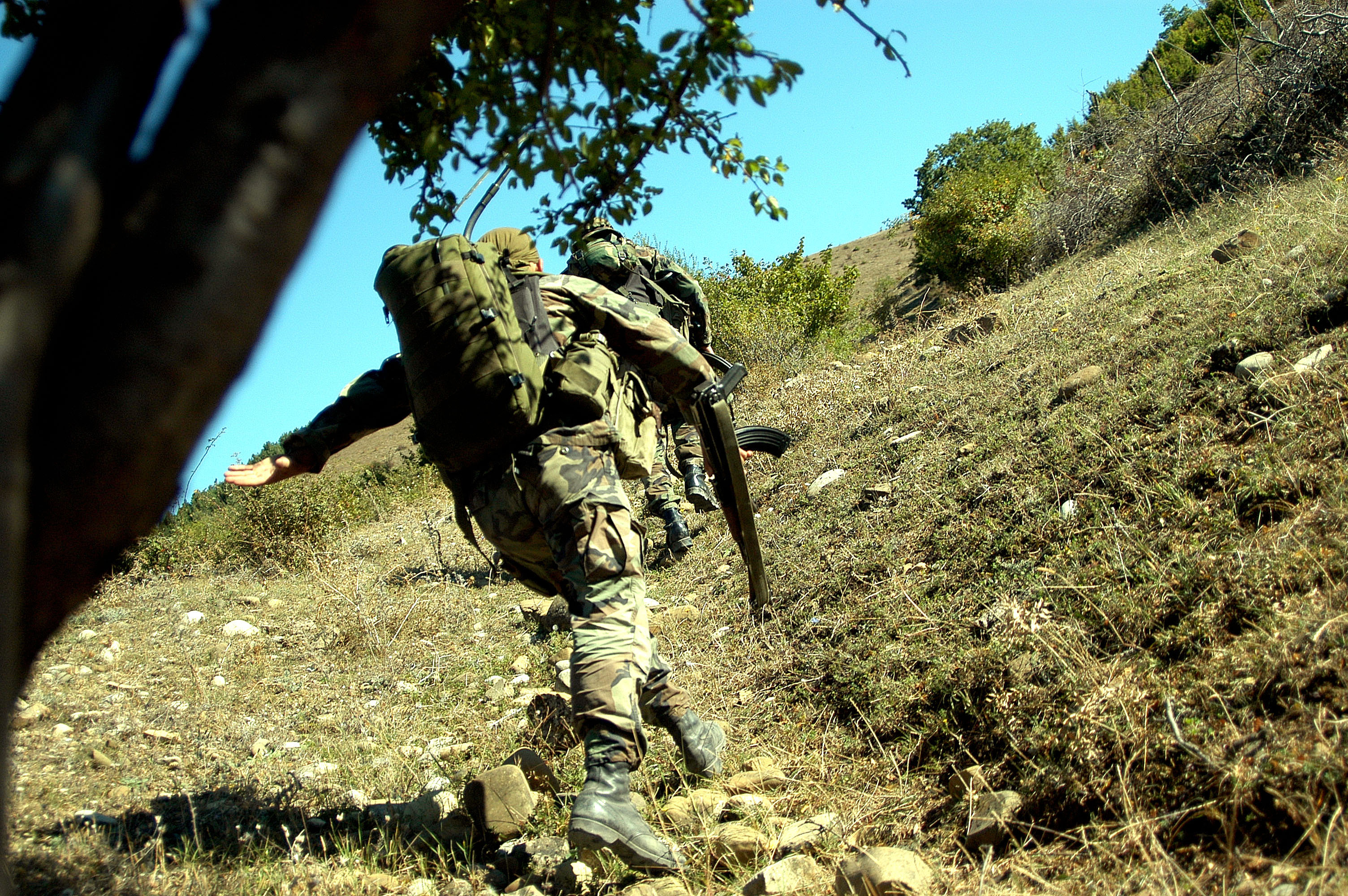
Żołnierz gruziński w czasie walk podczas jednej z wojen w Osetii Południowej

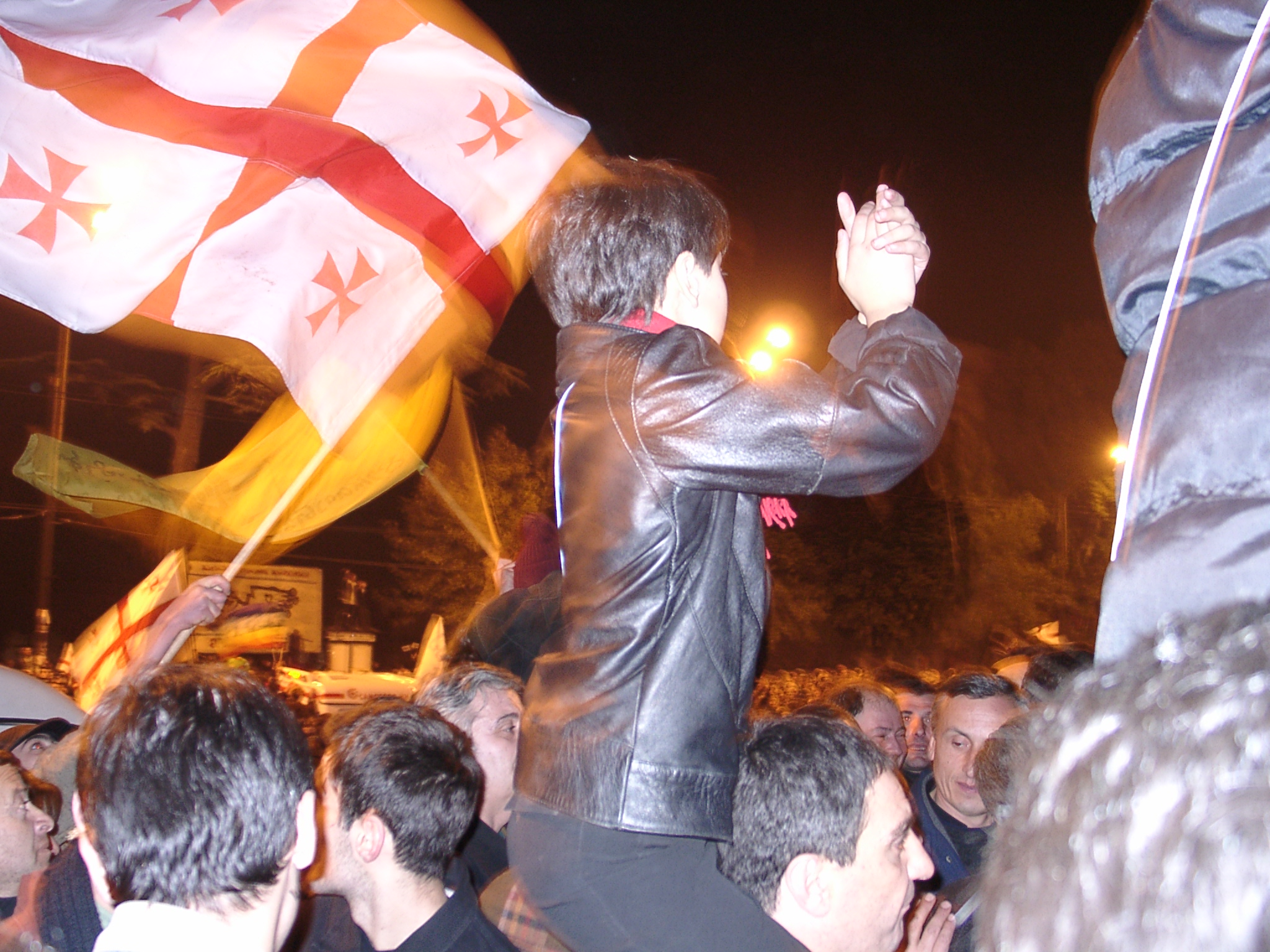
Rewolucja róż na ulicach Tbilisi

W latach 80., na skutek gorbaczowskiej pieriestrojki powtórnie ujawniły się gruzińskie aspiracje niepodległościowe. 31 marca 1991 98,91% Gruzinów opowiedziało się w referendum za niepodległością, która została ogłoszona 9 kwietnia. 26 maja prezydentem Gruzji wybrany został Zwiad Gamsachurdia, który 22 grudnia 1991 r. został obalony przez pucz. W marcu 1992 kolejnym prezydentem Gruzji został były radziecki minister spraw zagranicznych Eduard Szewardnadze. W konsekwencji Gruzję ogarnęła wojna domowa między zwolennikami Szewardnadzego i Gamsachurdii, która nałożyła się na lokalne konflikty zbrojne o charakterze narodowościowym, jakie wybuchły w Południowej Osetii i Abchazji. Przy wsparciu oddziałów wojsk państw sąsiednich – Azerbejdżanu, Armenii i Rosji wojna o władzę w Gruzji zakończyła się zwycięstwem Szewardnadzego, który, by uzyskać to poparcie, podpisał kontrowersyjną umowę o wstąpieniu Gruzji do Wspólnoty Niepodległych Państw.
Mimo zakończenia wojen domowych Szewardnadzemu nie udało się jednak odzyskać zbuntowanych prowincji: Abchazji i Osetii Południowej, które proklamowały niepodległość. Mimo kilku wojen (gruzińsko-osetyjskiej z lat 1991–1992, i gruzińsko-abchaskich z lat 1992–1994 oraz z roku 1998), mając poparcie Rosji, kraje te zachowały swą niezależność od władz w Tbilisi. Także Adżaria, gdzie lokalny przywódca – Asłan Abaszydze, nie ogłosił formalnie niezależności, lecz prowadził niezależną politykę, pozostawała poza jakąkolwiek kontrolą władz centralnych.
Konsekwencją wojen były duże zniszczenia, pogłębienie wywołanego rozpadem ZSRR kryzysu gospodarczego oraz kilkaset tysięcy uchodźców (głównie Gruzinów z Abchazji).
Nieefektywne i skorumpowane rządy Szewardnadzego, w połączeniu z przeciągającym się kryzysem gospodarczym spowodowały pojawienie się silnej opozycji wobec jego władzy.
2 listopada 2003 w wyborach parlamentarnych zwyciężyła koalicja reformatorów przewodzona przez Nino Burdżanadze, Micheila Saakaszwili i Zuraba Żwanii, jednak rząd sterowany przez Szewardnadze sfałszował ich wynik, co doprowadziło do masowych protestów, nazwanych przez dziennikarzy rewolucją róż i zmusiło go do ustąpienia 23 listopada. 4 stycznia 2004 na prezydenta wybrany został Micheil Saakaszwili otrzymując 96% głosów.
Jednym z pierwszych sukcesów nowo wybranego prezydentowa było przywrócenie kontroli nad zbuntowaną Adżarią.

### Historia najnowsza

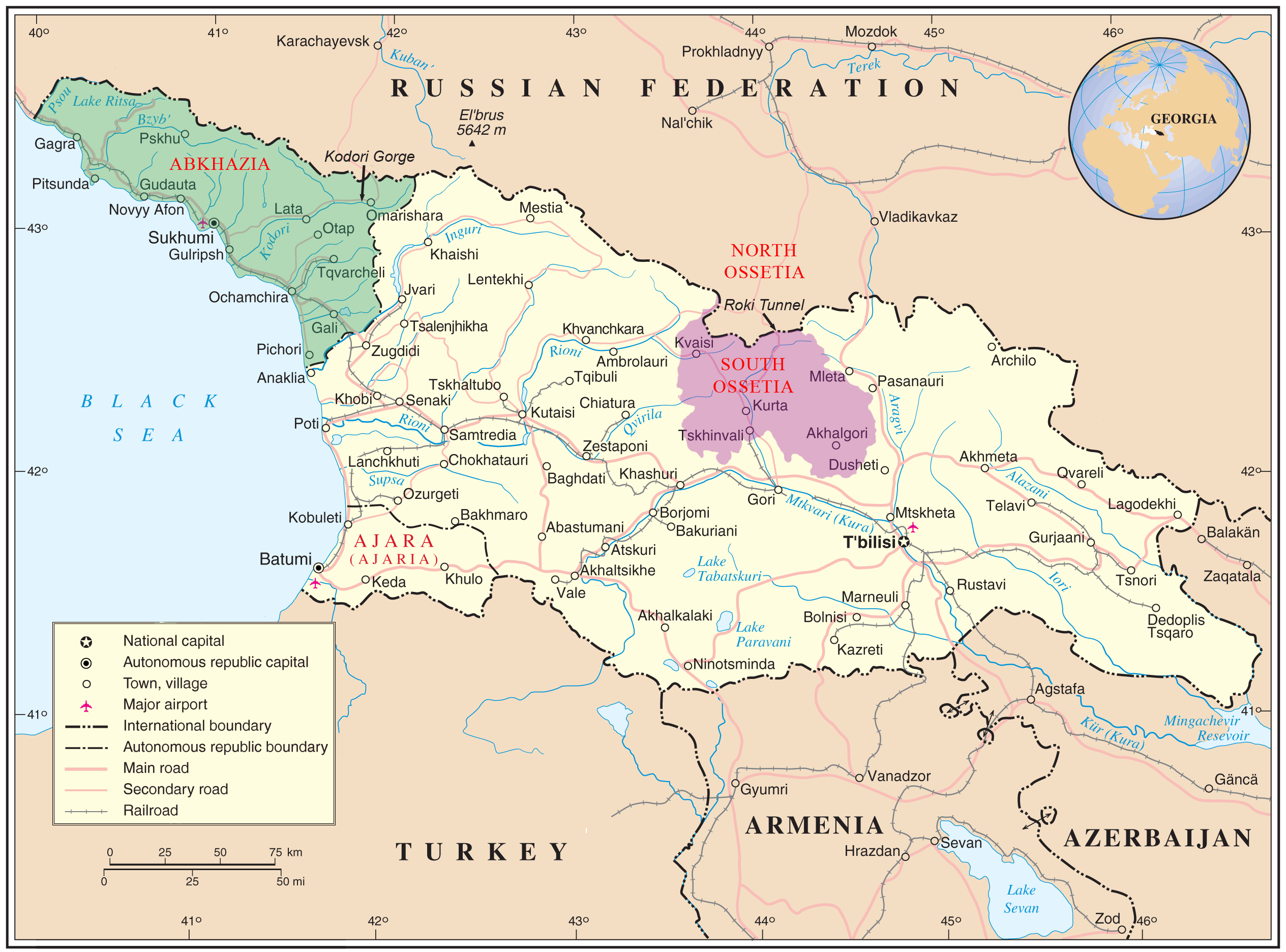
Abchazja i Osetia południowa na mapie Gruzji

W październiku 2007 r., były minister obrony, Irakli Okruaszwili, oskarżył prezydenta Saakaszwilego o korupcję i niekompetencje, planowanie zabójstwa Badri Patarkaciszwilego, bogatego biznesmena, a także ukrywanie prawdziwego powodu śmierci Zuraba Żwanii. Zarzuty te doprowadziły do jego aresztowania, lecz po wpłaceniu 6 milionów dolarów amerykańskich, został zwolniony i wyjechał do Niemiec, gdzie uzyskał azyl polityczny. Po aresztowaniu wycofał zarzuty wobec prezydenta, lecz wznowił je po zwolnieniu i emigracji. Na początku listopada 2007 roku opozycja rozpoczęła protesty przeciwko rządom prezydenta Saakaszwilego, oskarżając go o wprowadzenie rządów autorytarnych i domagając się jego ustąpienia i rozpisania nowych wyborów. 7 listopada 2007 roku prezydent wprowadził stan wyjątkowy na terenie całej Gruzji na okres 15 dni, a następnego dnia rozpisał przedterminowe wybory prezydenckie na 5 stycznia 2008 roku. W wystąpieniu telewizyjnym uzasadnił jego wprowadzenie tym, że „istnieje niebezpieczeństwo niepokojów”. Saakaszwili oskarżył też Rosję o podsycanie niepokojów, zapowiadając jednocześnie wyrzucenie kilku rosyjskich dyplomatów. 13 listopada 2007 Rosja poinformowała, iż formalnie zakończyła swoją obecność wojskową w Gruzji, zamykając ostatnią bazę wojskową w tym kraju (dotyczy to baz założonych w latach 90. XX w., po obaleniu prezydenta Zwiada Gamsachurdii). W 2008 roku Gruzja wraz z Ukrainą rozpoczęła działania mające na celu dołączenie do NATO. Zwolennikami rozszerzenia paktu o te państwa są między innymi USA i Polska. Przeciwna jest zaś Rosja (argumentuje to zwiększeniem zagrożenia dla swoich granic), sceptyczne pozostają państwa „Starej Europy”, takie jak Francja i Niemcy. Na szczycie NATO w Bukareszcie 3 kwietnia 2008 roku, Gruzja otrzymała zapewnienie, że na pewno w przyszłości przystąpi do paktu po spełnieniu wymaganych warunków.
W nocy 8 sierpnia 2008, po zbrojnej próbie przywrócenia przez Gruzję „konstytucyjnego porządku” w Południowej Osetii, tj. siłowego opanowania tego regionu, rozpoczęła się kolejna wojna w Osetii. Na pomoc Osetyjczykom przyszły wojska rosyjskie, które wyparły siły gruzińskie i wkroczyły na tereny zarówno samej Osetii, jak i duże obszary Gruzji. Do wojny przyłączyła się także Abchazja, której armia wyparła Gruzinów z wąwozu Kodori – ostatniego fragmentu regionu pozostającego pod kontrolą władz w Tbilisi. W wyniku tych działań niepodległość Osetii Południowej i Abchazji została formalnie uznana przez Rosję.